# Nijni Novgorod
Pour les articles homonymes, voir Novgorod (homonymie).
Ne doit pas être confondu avec Novgorod.
« Gorki (ville) » redirige ici. Pour les autres significations, voir Gorki (homonymie).
Nijni Novgorod (en russe : Нижний Новгород, litt. « ville nouvelle en contrebas ») ou Nijni-Novgorod, à l’époque soviétique Gorki, est l'une des principales villes de Russie. Elle est située dans la partie centrale de la Russie européenne au confluent de la Volga et de l'Oka, à 400 km à l'est-nord-est de la capitale du pays Moscou. Sa population s'élève à 1 213 477 habitants en 2023, ce qui en fait la cinquième agglomération de Russie. La ville est la capitale de l'oblast de Nijni Novgorod, du district fédéral de la Volga et le centre économique de la région économique de Volga-Viatka. Ses habitants sont appelés les Nijégorodiens.
Nijni Novgorod est fondée en 1221 par le prince Iouri II de Vladimir. En 1612, Kouzma Minine et le prince Dmitri Pojarski organisent une grande armée pour libérer Moscou et toute la Russie des Polonais. En 1817, Nijni Novgorod est le plus grand centre commercial de l'Empire russe. En 1896 s'y déroule l'exposition russe de l'industrie et du commerce. Durant la période soviétique, la ville devient un important centre industriel. Elle est rebaptisée « Gorki ». On y construit l'usine d'automobiles de Gorki. Au cours de la Seconde Guerre mondiale, hors de portée des troupes terrestres allemandes, Gorki devient le plus grand fournisseur d'équipements militaires pour le front. Pour cette raison, la Luftwaffe bombarde constamment la ville. La majorité des bombes allemandes explosent sur le territoire de l'usine d'automobiles. La plupart des sites de l'usine de production sont détruits mais les habitants reconstruisent l'usine en une centaine de jours. Après la guerre, Gorki devient une « ville fermée » à cause de ses usines d'armement. En 1985, la première ligne du métro est inaugurée. Au moment de la dislocation de l'Union soviétique, en 1990, la ville reprend son nom de l’époque tsariste, Nijni Novgorod.
Nijni Novgorod est aujourd'hui un centre politique, économique, scientifique et culturel important de la Russie. Elle est le plus grand carrefour routier et ferroviaire du district fédéral de la Volga et l'un des principaux centres du tourisme fluvial en Russie. Dans le centre-ville, il y a des universités, des églises, des musées et des théâtres. Le Kremlin est le principal monument de la ville.

## Toponymie
Littéralement, Ниже Nijni signifie « (en contre-) bas » et Novgorod, contraction de Новый город, la « nouvelle ville » ou « Villeneuve », soit « Villeneuve-la-Basse ».
Historiquement, l'ensemble pourrait traduire la notion de « nouvelle ville sur les terres de la basse Volga », puisqu'à l'époque de sa fondation, elle était la dernière ville russe aux abords du fleuve.
Elle prend le nom de Gorki (en russe : Горький) de 1932 à 1991 d'après le nom de l'écrivain Maxime Gorki, lequel est toujours en usage dans les gares russes.
Le gentilé pour un résident de Nijni Novgorod est нижегородец (nijegorodets) pour les hommes ou нижегородка (nijegorodka) pour les femmes, rendu en français comme Nijégorodien et Nijégorodienne, et non Novgorodien (gentilé pour les habitants de Novgorod).

## Géographie

### Situation

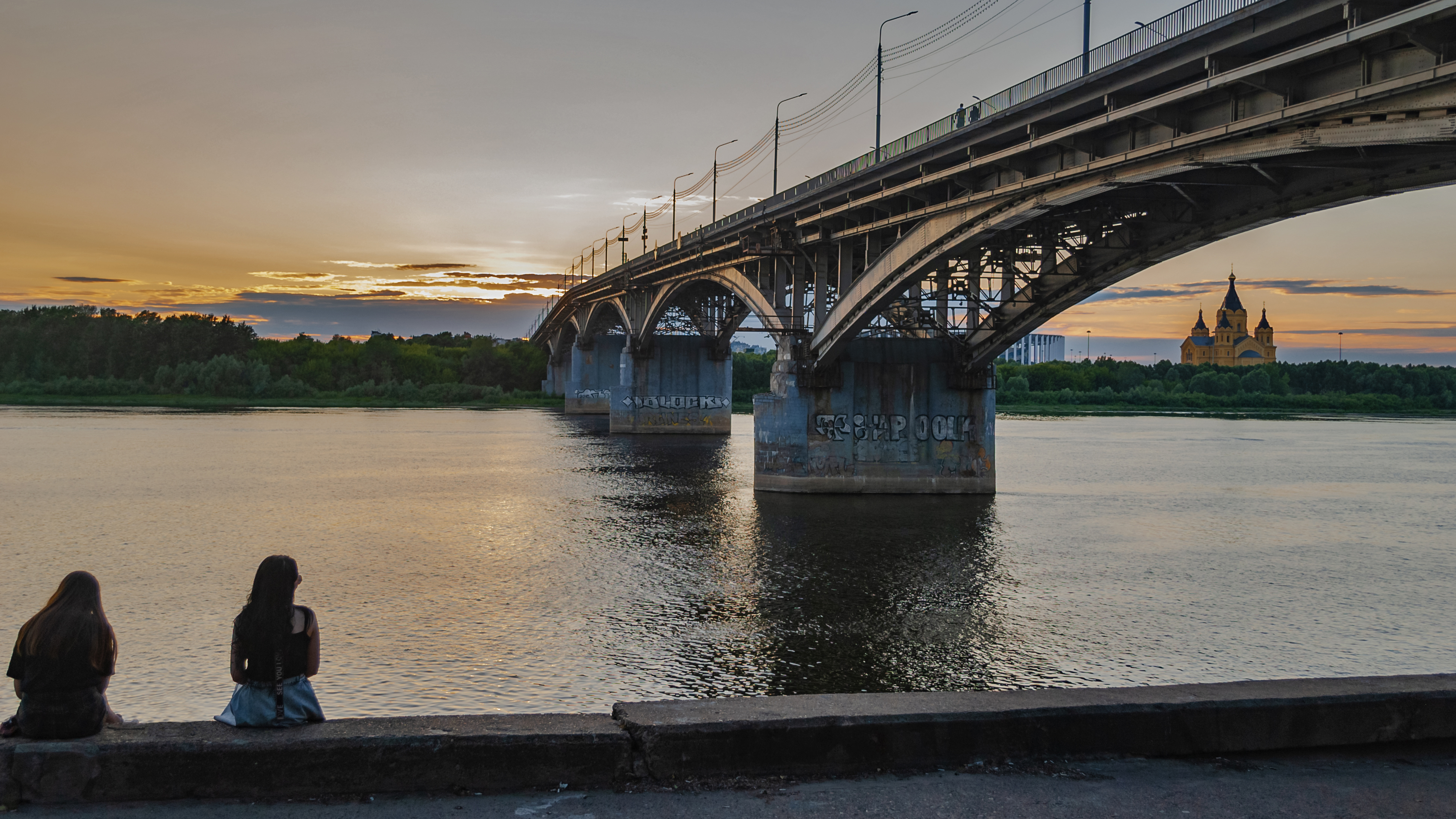
Pont de Kanavino à travers l'Oka et, au loin à droite, la cathédrale Saint-Alexandre-Nevski

Nijni Novgorod se trouve au confluent de deux grands cours d’eau de la Russie européenne le fleuve Volga et son affluent la rivière Oka. La ville s'est entièrement construite sur la rive droite de la Volga, qui est plus élevée, donnant un meilleur abri contre les inondations. La ville s'étend par contre sur les deux rives de l'Oka opposant une ville haute, « Nagorny », et une ville basse, « Zaretchnaïa »,.
La partie historique édifiée à l'époque médiévale est située sur la rive droite de cette rivière au niveau du confluent. La première construction, un ouvrage défensif retranché, le Kremlin, a été édifié sur un plateau situé exactement au confluent des deux fleuves qui fournissaient des défenses naturelles contre les attaques du khanat de Kazan. Après la conquête de Kazan, les limites de la ville se sont étendues au-delà du Kremlin. Les premiers bâtiments d'un faubourg industrieux ont commencé à apparaître sur la colline de Saint-Élie puis sur la rive opposée de l'Oka où les bâtiments de la foire de Nijni Novgorod ont été construits. Dans le passé, cette partie était appelée le village de Kounavino (maintenant il s’agit de l'arrondissement de Kanavino).
La ville s'est développée en contrebas du plateau, sur les trois terrasses alluviales accumulées par l’action des deux cours d’eau : alors que leur lit se trouve à une altitude de 70 mètres, une première terrasse constituée de sables fins argileux se trouve à 76 mètres ; la deuxième terrasse composée de sables quartzeux est à 80 mètres, c’est la plus étendue ; la troisième terrasse située au nord-ouest de la ville et formant de petites éminences culmine à 85 mètres.
Au XIXe siècle a eu lieu l'exposition panrusse, ce qui a donné lieu au développement de la zone de la foire et qui a été complétée par de nouveaux bâtiments pour de nouveaux projets de ville. Au XXe siècle, les villages de Kounavino et Sormovo sont incorporés dans la ville. La ville commence à s'étendre le long des deux rives de l'Oka. Cette expansion lui donne son aspect actuel. Elle divise la ville en deux parties : la ville haute (sur les hauteurs) et la ville basse (sur la rive opposée de l'Oka).
Nijni Novgorod est située à environ 440 km à l'est-nord-est de la capitale du pays Moscou et à environ 330 km à l’ouest-nord-ouest de Kazan. La ville a une superficie de 46 652 km2.
Un cinquième de sa superficie est occupé par des espaces verts.

### Climat
Le climat à Nijni Novgorod est continental comme dans la majeure partie de la Russie centrale. L’hiver est nettement plus froid que dans la partie occidentale de l'Europe qui bénéficie de l'effet modérateur de l'océan Atlantique. La neige recouvre le sol en moyenne 152 jours par an. Le manteau neigeux atteint en moyenne une épaisseur de 44 cm en février (hauteur maximum : 113 cm). L'été est chaud et pluvieux.
- Température record la plus froide : −41,4 °C (décembre 1978)
- Température record la plus chaude : 38,3 °C (juillet 2010)
- Nombre moyen de jours avec de la neige dans l'année : 127
- Nombre moyen de jours de pluie dans l'année : 133
- Nombre moyen de jours avec de l'orage dans l'année : 27
- Nombre moyen de jours avec tempête de neige dans l'année : 20

| Mois                              | jan. | fév.  | mars | avril | mai  | juin | jui. | août | sep. | oct. | nov. | déc.  | année |
| --------------------------------- | ---- | ----- | ---- | ----- | ---- | ---- | ---- | ---- | ---- | ---- | ---- | ----- | ----- |
| Température minimale moyenne (°C) | −13  | −12,2 | −6,3 | 2,3   | 7,6  | 12,5 | 14,1 | 11,9 | 6,8  | 1,2  | −5,8 | −10,3 | 0,7   |
| Température moyenne (°C)          | −10  | −8,9  | −3   | 5,7   | 12,6 | 17,2 | 18,7 | 16,3 | 10,6 | 3,9  | −3,3 | −7,5  | 4,4   |
| Température maximale moyenne (°C) | −6,6 | −5,7  | 0,7  | 10,5  | 17,4 | 22,5 | 23,4 | 21,2 | 14,8 | 6,9  | −1,1 | −4,6  | 8,3   |
| Précipitations (mm)               | 43   | 36    | 30   | 39    | 51   | 69   | 78   | 74   | 62   | 63   | 56   | 52    | 653   |

## Histoire

### De 1221 à 1408

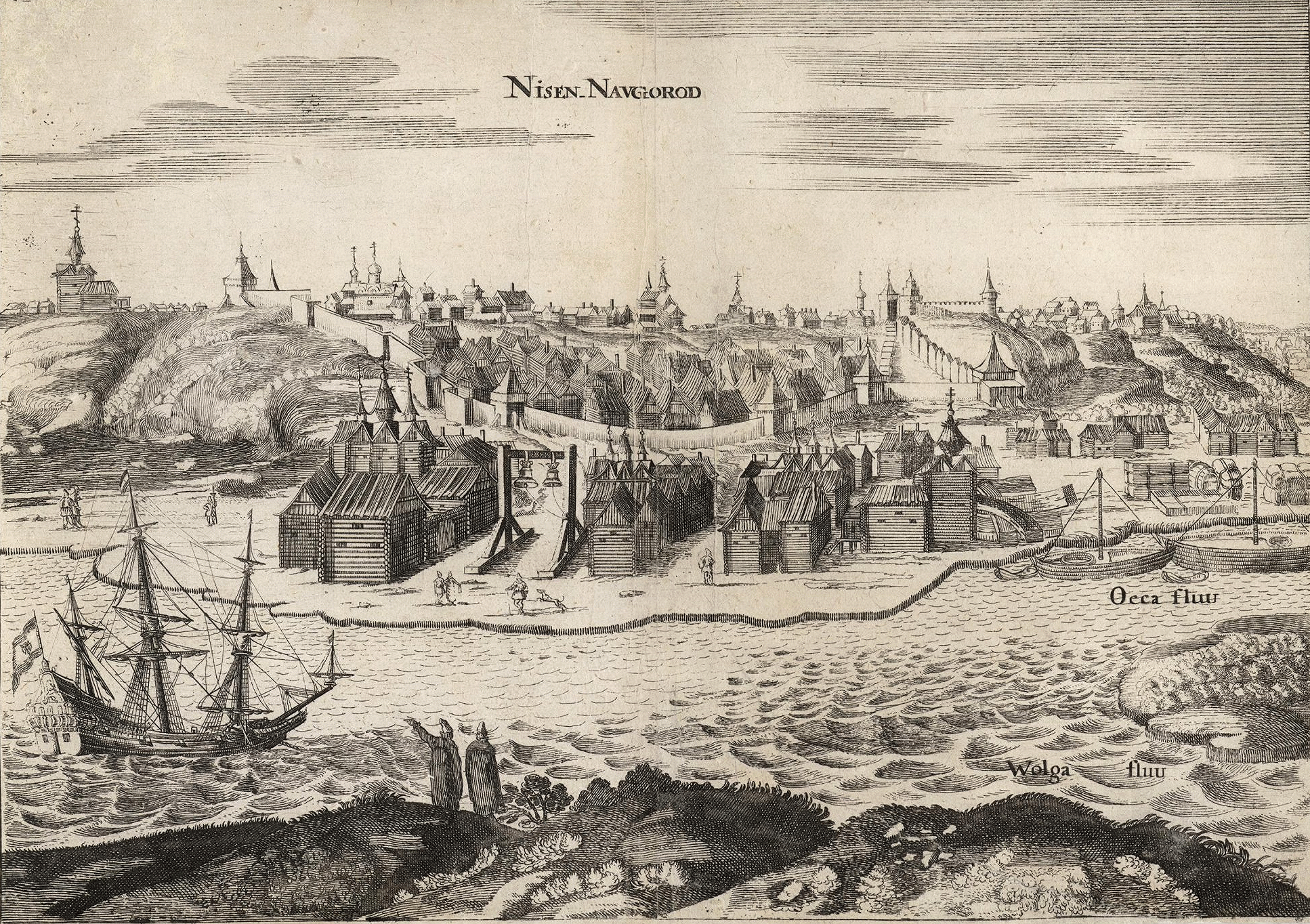
Nijni Novgorod dans la première moitié du XVIIe siècle.

La ville de Nijni Novgorod est fondée en 1221 au confluent de la Volga avec son affluent l'Oka par le grand-duc Iouri Vsevolodovitch de la principauté de Vladimir-Souzdal pour assurer la défense des frontières russes contre les Mordves, Maris et Tatars.
La destruction des principales villes de la Russie kiévienne qui fait suite à l'invasion mongole (1223) épargne Nijni Novgorod car ce n'est encore qu'une agglomération de petite taille. Ce sursis permit à la ville de devenir l'un des grands centres de la vie politique russe sous le joug tatar.
Vers 1350, le grand duc Dimitri III transfère à Nijni Novgorod la capitale de la puissante principauté de Vladimir-Souzdal avec l'intention d'en faire une rivale de Moscou. Il fait construire une citadelle en pierre vers 1365 et plusieurs églises. À sa demande, la plus ancienne chronique de l'histoire russe appelée Chronique de Laurentius est écrite par le moine Laurentius en 1377. La principauté occupe alors un territoire très étendu : à l'est, les frontières de la principauté sont délimitées par la Soura (affluent de la Volga) et au sud-est et au sud par la Piana (affluent de la Soura) et la Serioja (affluent de la Tiocha) ; à l'ouest, le territoire s'étend jusqu'aux rives de l'Oka et aux affluents de la Kliazma, incluant ainsi les villes de Souzdal et Chouïa. La forteresse de Kourmich, fondée en 1372 était au cœur des fortifications bordant l'est du territoire. Tout au long des frontières sont édifiées de petites forteresses situées sur des îles, dans lesquelles vivaient des frontaliers. Des ruines de ces forteresses ont été découvertes le long de la rivière Piana dans les raïons Boutourlinski et Sergatchski.
En 1377, des hordes tatares et mongoles prennent Nijni Novgorod. Au cours de la bataille sur les rives de la rivière Piana, les troupes russes subissent de lourdes pertes face au fils du chef de la horde, Arapchi. Dimitri III se réfugie dans la ville de Souzdal tandis que les Nijnégorodiens fuient vers les villes voisines. Nijni Novgorod est incendiée.
Pendant la période du joug tatar, Vassili Ier unit en 1392 la principauté de Nijni Novgorod à la principauté plus puissante de Moscou. Par la suite, Vassili III, le successeur du prince de Moscou Dimitri Donskoï, rachète à la Horde d'or une partie des terres de la principauté nijnégorodienne.

### De 1408 à 1917

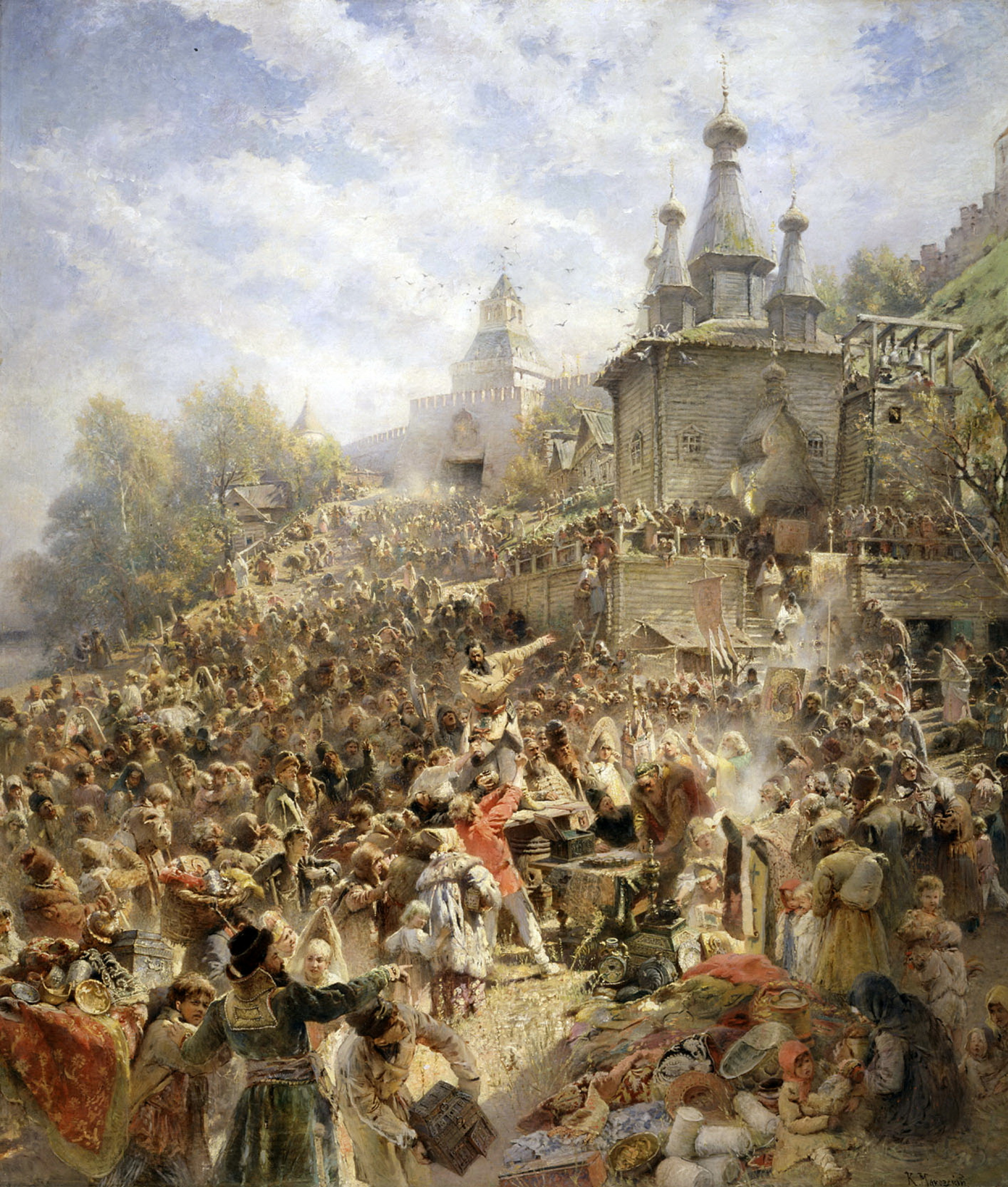
L'Appel de Minine (Kouzma Minine), peinture de Constantin Makovski, 1896.

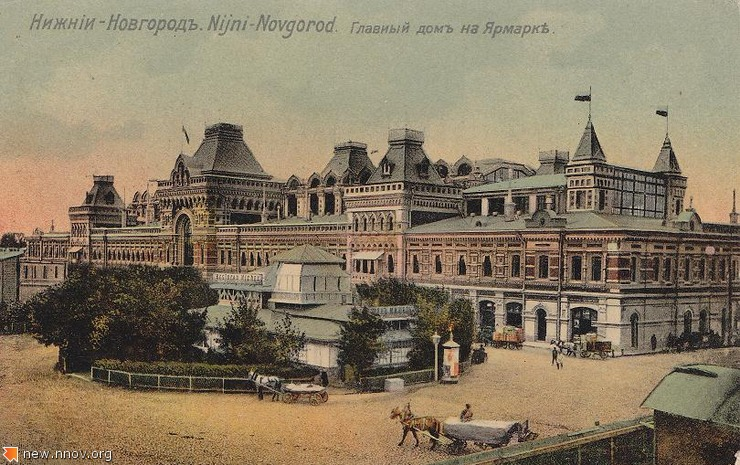
Foire de Nijni Novgorod en 1903.

Après avoir été détruite en 1408 par le chef tatar Edigueï, la ville est reconstruite et devient un point d'appui dans la guerre contre les Tatars de Kazan. Le kremlin de Nijni Novgorod, énorme forteresse en briques rouges, est construit entre 1508 et 1511 : il s'agit d'une des plus anciennes et plus importantes forteresses préservées en Russie. Le Kremlin résistera aux sièges tatars de 1508, de 1521, et 1534.
En 1612, c'est Kouzma Minine, un marchand de Nijni Novgorod, à la tête de la milice nationale, qui chasse les troupes polonaises de Moscou mettant fin à la période des troubles et permettant à la dynastie des Romanov de s'installer sur le trône de Russie. Au cours du siècle qui suit, la ville devient un centre commercial prospère dans lequel s'installe la famille Stroganov, la plus riche des maisons marchandes russes. Un style architectural et pictural (icône) spécifique, connu sous l'appellation de style Stroganov, se développe à la fin du XVIIe et au début du XVIIIe siècle. En 1646, la ville était peuplée d'après un recensement de 38 466 personnes.
La foire de Saint-Macaire, le 25 juillet du calendrier julien, qui se déroulait dans les semaines qui suivaient chaque année au monastère de Saint-Macaire, jusqu'à son incendie en 1816, est déplacée l'année suivante dans le village de Grivka, sur la berge de l'Oka à l'opposé de Nijni. Elle prend alors le nom de Nijni Novgorod et devient nijégorodienne. Grâce à celle-ci, qui atteint bientôt une renommée mondiale, la ville ainsi que les villages avoisinants connaissent un développement économique rapide. Au XIXe siècle, on disait : Saint-Pétersbourg est la tête de la Russie, Moscou son cœur et Nijni Novgorod son porte-monnaie.
Les quartiers de la foire devient un grand centre d'échanges, et de nombreuses industries s'y installeront par la suite. Le premier réseau d'approvisionnement en eau est créé dans la ville en 1847. Un important centre industriel est construit dans les environs de Nijni Novgorod, à Sormovo en 1849. Plus tard, il sera plus connu sous le nom d'« usine de Sormovo », et pendant la période soviétique sous le nom de Krasnoïé Sormovo (Sormovo rouge). À partir de 1850, l'usine produit des bateaux, et jusqu'à la révolution de 1917 diversifie ses activités notamment avec la production de wagons, de locomotives, de tramways et de diverses autres machines. Grâce à son usine, Sormovo devint rapidement un grand centre industriel.
L'écrivain français Alexandre Dumas fait escale en 1858 à Nijni Novgorod au cours de son voyage en Russie, qu'il décrira dans son livre De Paris à Astrakhan. La ville est également visitée par le poète français Théophile Gautier. Astolphe de Custine en fait une description assez détaillée dans son livre La Russie en 1839, lettre 33, et Jules Verne dans Michel Strogoff (1876).
La construction de la ligne de chemin de fer Moscou - Nijni Novgorod est achevée en 1862 ; elle est prolongée en 1895 jusqu'à Sormovo.
La ville accueille l'exposition russe de l'industrie et du commerce (en) en 1896. À l'occasion de cet événement, la première ligne de tramway de la ville est construite. C'est le second tramway construit dans tout l'Empire russe. Le premier radio-récepteur au monde y est également présenté par l'ingénieur Popov, ainsi que d'autres avancées technologiques. Les constructions innovatrices et exquises de Vladimir Choukhov honorent toujours beaucoup de villes à travers l'ancien Empire russe. Choukhov conçoit huit pavillons d'exposition recouverts d'un treillis de coquilles (application de technique de couvertures pré-tendues, sous forme de structures de coquille mince) pour la foire de Nijni Novgorod de 1896, couvrant une superficie de 27 000 km2 et comportant une tour hyperboloïde.

### De 1917 à 1991
Après la révolution russe d'octobre 1917, le pouvoir soviétique s'installe dans la ville dès l'automne 1917. En 1919, les agglomérations de Kounavino et de Sormovo reçoivent le statut de ville. Kounavino prend peu après le nom de « Kanavino ». Mais en 1929 les deux villes sont dissoutes et leur territoire est fusionné dans le grand Nijni Novgorod, qui forme aujourd'hui des arrondissements (raïon) administratifs de Nijni Novgorod. L'ancien découpage administratif du pays en gouvernements est aboli. Le gouvernement de Nijni Novgorod disparaît et est remplacée par le « kraï de Nijni Novgorod » (Nijégorodski kraï), dont Nijni Novgorod devient la capitale.
En 1932, Nijni Novgorod est rebaptisée Gorki, du nom de l'écrivain soviétique Maxime Gorki qui y était né. Le territoire éponyme est rebaptisé de la même manière. Les années 1930 sont une période d'intense développement de l'industrie : en 1932, l'Usine d'automobiles de Gorki (nom commercial Gaz, pour Gorkovski Avtomobilny Zavod) commence sa production ainsi que le constructeur d'avions Sokol. Devenue un important centre de production d'armements, l'agglomération est alors fermée aux étrangers et le resta jusqu'en 1991.
Le kraï de Gorki (Gorkovski kraï) est restructuré en 1933. Gorki devient le chef-lieu d'une région portant son nom (Gorkovskaïa oblast). Le premier pont permanent entre les deux rives de la rivière Oka est construit réunissant les principaux quartiers de la ville jusqu'alors séparée en deux par ce fleuve. Le premier pont ferroviaire est également construit sur la Volga. Celui-ci permet désormais la liaison de la ville avec l'Oural et la Sibérie.

#### Les bombardements de Gorki

Place de Minine et Pojarski : les soldats de la 322e division d'infanterie montent au front en novembre 1941.

Durant la Seconde Guerre mondiale, la ville devient le plus grand centre de production d'armement du pays. On y construit des tanks, des avions, ainsi que les fameuses roquettes katioucha. De 1941 à 1943, l'aviation allemande bombarde 47 fois la ville pour détruire les usines d'armements. La ville a été fortement endommagée. Plusieurs milliers de personnes sont mortes et de nombreux blessés sont restés handicapés.
Le raid aérien le plus destructeur a eu lieu en 1943. Pendant plusieurs jours de bombardement, l'usine automobile de Gorki a été complètement détruite. De nombreuses institutions sociales et étatiques ont été gravement endommagées. Il y avait des tentatives pour percer et détruire le Kremlin. L'attaque aérienne du 4 au 5 juin 1943 était inattendue tant pour les citoyens de Gorki que pour les pilotes allemands. Dans la matinée du 4 juin, les Allemands ont étudié les cartes de Gorki. Des plans de vol et des tactiques de bombardement ont été développés. Initialement, les officiers de la Wehrmacht pensaient que Moscou serait la cible, mais plus tard il est devenu clair que l'attaque était sur le plus grand centre industriel. Les premiers avions allemands ont largué plusieurs bombes aériennes brillantes au-dessus de Gorki. Afin de désorienter la défense aérienne soviétique et de ne pas laisser savoir quel est l'objet principal du bombardement, des bombes sont larguées simulatanément sur les quatre arrondissements: Avtozavodski, Leninski, Stalinski et Kaganovitchski. En outre, le soi-disant "lustre" sur le pont Okski (maintenant Kanavino) a été abandonné[Quoi ?].
Les bombardements de Gorki est l'action la plus destructrice sur l'arrière de l'Union soviétique pendant la guerre. Malgré cela, la ville n'a jamais reçu le titre de « Ville héros » ou « Ville de la gloire militaire ».

#### Après la guerre

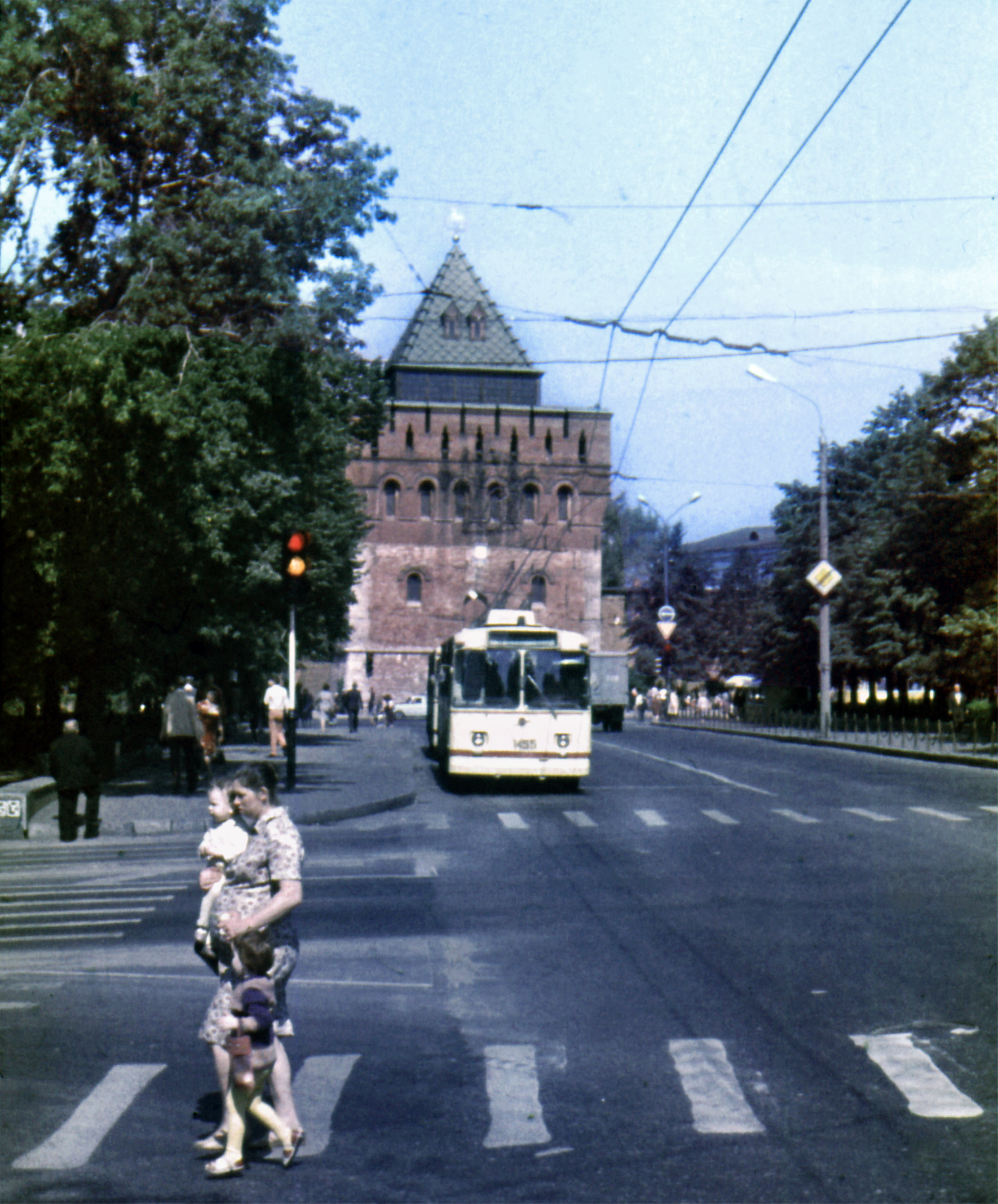
La place de Minine et Pojarski. Le Kremlin.

Le 4 août 1959, la ville est devenue fermée en raison du grand nombre d'entreprises de défense secrète sur son territoire.
Des années 1960 à 1980, la ville se développe considérablement comme toutes les villes soviétiques avec la construction des nouveaux quartiers populaires constitués d'immenses barres d'immeubles. Le métro de Gorki est inauguré en 1985.
À l'époque soviétique, le réseau de transport et l'infrastructure de la ville ont été créés. Sa mauvaise conception est une des causes des problèmes de transport et infrastructurels actuels. Des villes-dortoirs surpeuplées ont été construites dans la Ville basse, près des usines où travaillaient les citoyens. Cela limitait le besoin en transport vers les autres arrondissements de la ville ou vers l'autre rive de l'Oka. La ville basse de Gorki des années 1950 comprenait plusieurs usines, chacune entourée de communes urbaine et de quartiers. Des terrains vagues séparaient ces ensembles centrés sur les usines. Si les quartiers étaient interconnectés par des routes, les transports en commun ne les reliaient que très partiellement. Il en allait de même entre les arrondissements. Ils étaient principalement destinés à se déplacer à l'intérieur d'un quartier.
Au tournant des XXe et XXIe siècles, les lacunes d'un tel système se manifestent : un nombre important de la population des micro-districts de la ville basse se mettant à travailler et à étudier dans la ville haute et vice versa. Ce système de transport urbain fonctionne jusqu'à présent, sans prendre en compte les réalités urbaines modernes et l'augmentation de la circulation.
Le physicien nucléaire Andreï Sakharov, un des dissidents russes les plus connus, est assigné à résidence dans la ville entre 1980 et 1986 pour s'être élevé contre l'entrée des troupes soviétiques en Afghanistan.

### Période contemporaine

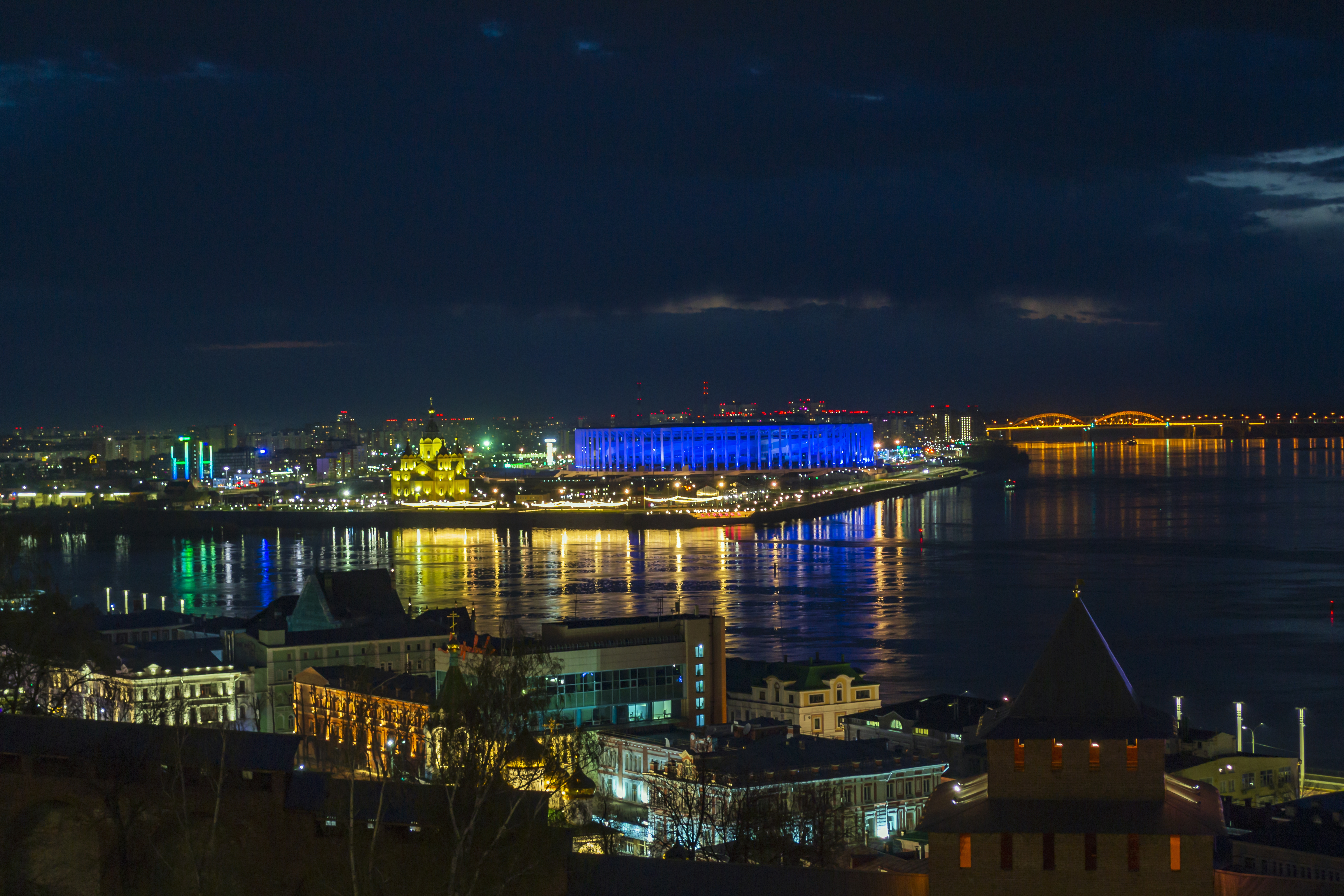
Vue nocturne de la Strelka avec la cathédrale de St. Alexandre Nevski et le stade

En 1990, peu avant la dislocation de l'Union soviétique, la ville reprend son nom initial : Nijni Novgorod.
De 1991 à 1997, Boris Nemtsov fut le premier gouverneur de l'oblast de Nijni Novgorod. Le 24 mars 2007, Nijni Novgorod fut l'une des trois villes, avec Moscou et Saint-Pétersbourg, où la manifestation du mouvement d'opposition à Vladimir Poutine (nommé une marche du désaccord) devait avoir lieu mais ne fut pas autorisée. Le centre-ville fut bloqué par les forces de l'ordre, certains participants furent interpellés avant de rejoindre le lieu prévu pour la manifestation. Une petite manifestation eut néanmoins lieu avant d'être réprimée par les miliciens.
Le centre d'affaires de la ville est formé dans sa partie historique. Cependant, il y a des rues trop étroites et des bâtiments historiques bas. Au début des années 2000, le centre de la ville a commencé à être construit avec des immeubles résidentiels et de bureaux à plusieurs étages. Les incendies de vieux bâtiments en bois sont également un problème du centre-ville.
À la fin du XXe siècle, les technologies de l'information ont commencé à se développer dans la ville, de nombreuses entreprises commerciales ont été ouvertes dans le domaine de la fourniture de services de communication mobile, l'Internet et le développement de logiciels. Nijni Novgorod est devenu l'un des plus grands centres informatiques russes, maintenant ce statut pendant plusieurs années. Au cours de l'expansion de la sphère de l'information, le technoparc Ankoudinovka a été établi dans la ville.
Depuis septembre 2011, en travaillant activement pour résoudre le problème de la circulation dans le centre de Nijni Novgorod: les approches des ponts sont en expansion et en amélioration. En raison des embouteillages sur le pont de Bor, en février 2012, une télécabine a été construit, reliant Nijni Novgorod et Bor. Son trafic quotidien est d'environ 5 000 personnes. En 2013, la première ligne de la ligne de réseau express régional a été lancée, ce qui est une alternative à la ligne de métro du l'arrondissement de Sormovo et à la gare de Nijni Novgorod.
En 2018, la ville a accueilli la Coupe du monde de football. À la suite de cet événement, la ville a beaucoup changé. Un nouveau stade a été construit sur la pointe d'Oka et Volga. Le schéma de transport de la ville a été modifié. Le 12 juin 2018, la 15e station de métro Strelka a été ouverte. Le centre historique et le quartier de la foire ont été rénovés. Un nouveau terminal aéroportuaire a également été construit et la gare principale a été reconstruite. De nouvelles routes et terminaux de bus sont apparus.

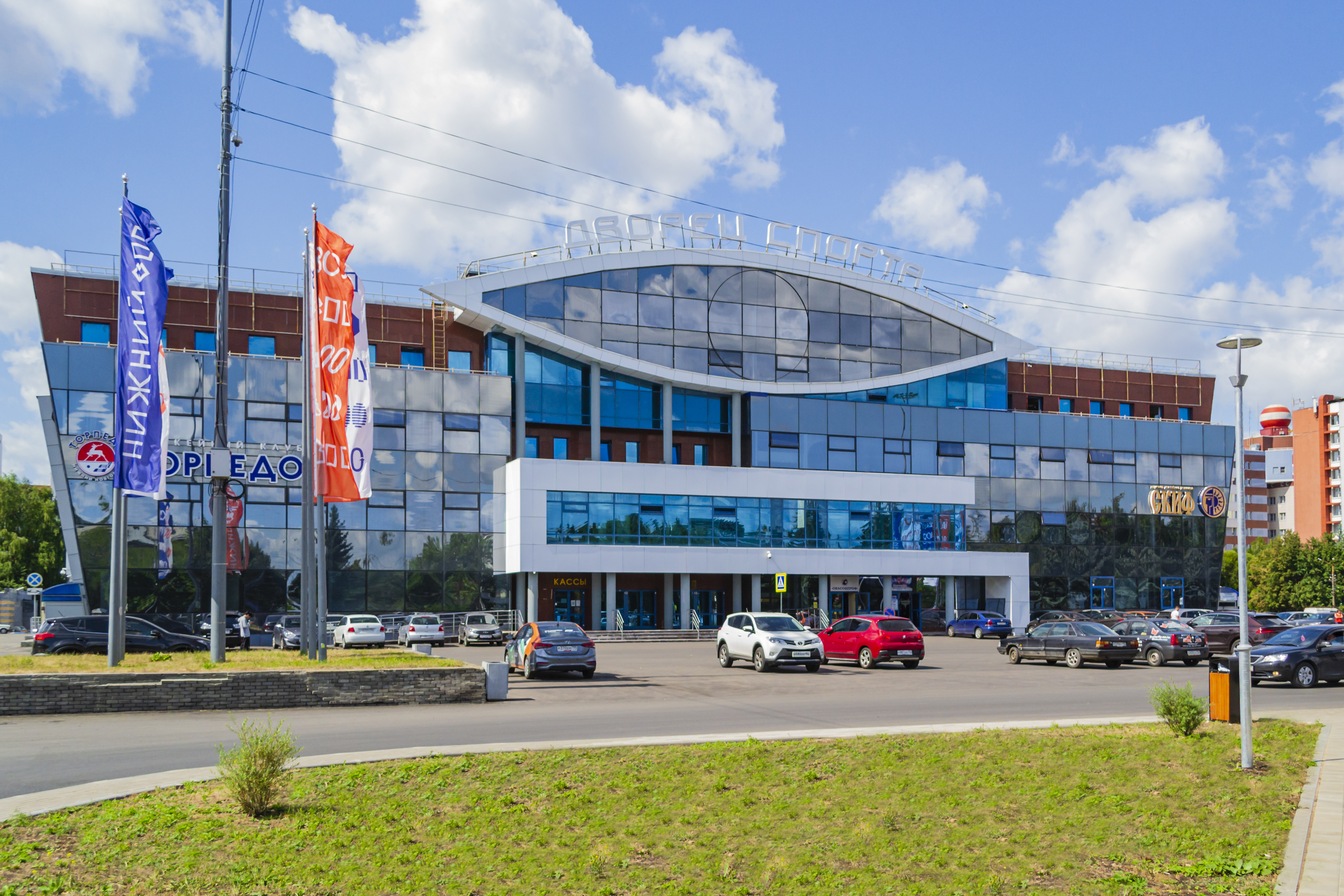
Drapeaux au palais des sports Nagorny célébrant les 800 ans de la ville.

Le 800e anniversaire de Nijni Novgorod est un évènement à grande échelle, qui a été célébré en 2021.
Le 22 septembre 2015, le président de la Russie Vladimir Poutine a signé le décret célébrant 800 ans depuis de la fondation de Nijni Novgorod.

## Politique et administration
Nijni Novgorod est la capitale de l'oblast de Nijni Novgorod et elle est également le chef-lieu de l'arrondissement urbain de Nijni Novgorod, une des 52 subdivisions de l'oblast, qui comprend 21 localités.

### Vie politique
Le conseil municipal nijégorodien, ou douma municipale, compte, en plus du maire, 35 conseillers municipaux, dont un président, élus au suffrage universel tous les 5 ans. Jusqu'en 2019, le nombre de députés était de 47, mais ce chiffre fut rabaissé. Son maire est élu tous les cinq ans par les députés de la douma municipale. Entre 1991 et 2009, le maire était élu au suffrage universel.

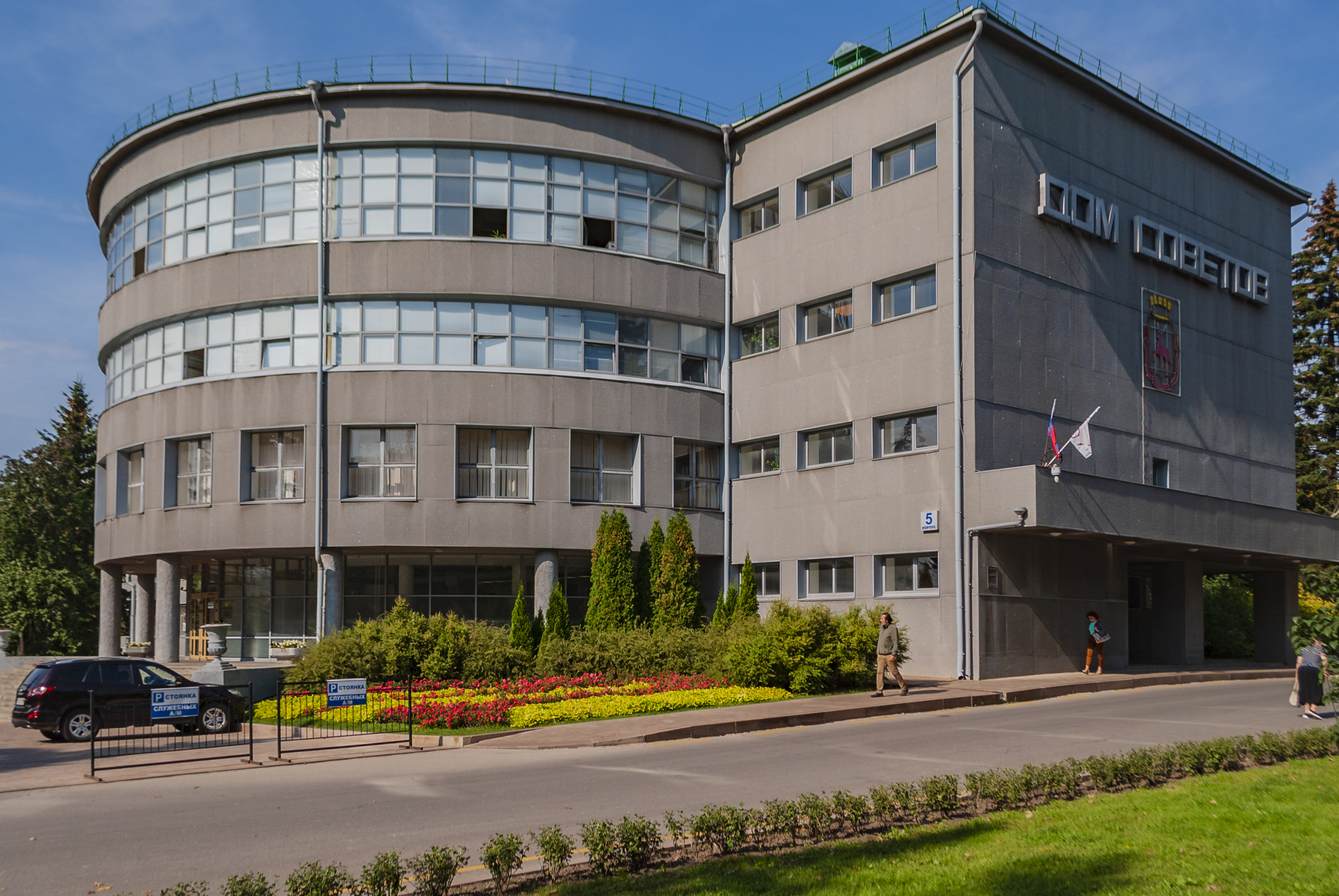
Maison des Soviets, siège de la douma municipale.

La désignation de « maire » est très récente, datant seulement de 2018. Avant le changement et ce depuis 1991, le poste était appelé chef de la ville. Le chef de la ville possédait le pouvoir législatif et exécutif jusqu'en 2010, avant que le poste ne soit divisé en deux.
Le chef de la ville devint le chef de l'administration municipale, avec les pouvoirs exécutifs, et le chef de la ville était celui détenant le pouvoir législatif, ce dernier poste remplaçant le président de la douma municipale. Mais en octobre 2017, les deux postes ont a été réunis, et le poste de président de la douma municipale a été recréé, ce dernier avec très peu de pouvoir.

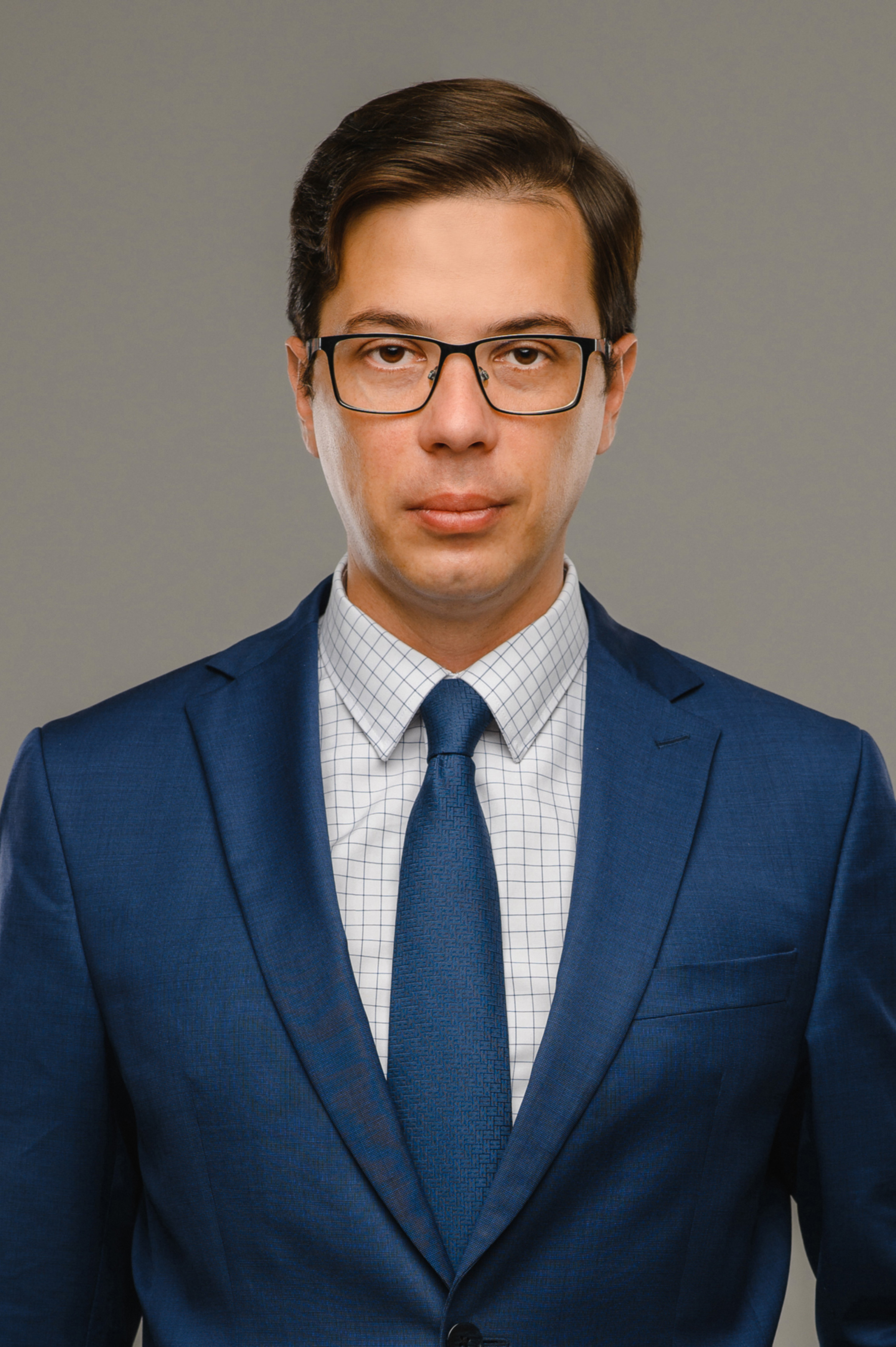
Iouri Chalabaïev, maire depuis 2020.

#### Liste des maires
| Période           | Période           | Identité                                   | Étiquette                      | Qualité                                                 |
| ----------------- | ----------------- | ------------------------------------------ | ------------------------------ | ------------------------------------------------------- |
| 24 décembre 1991  | 29 mars 1994      | Dmitri Bedniakov (ru)                      | Sans étiquette                 | Nommé par décret de Boris Eltsine                       |
| Avril 1994        | 22 juillet 1997   | Ivan Skliarov (en)                         | Sans étiquette                 | Ingénieur diplômé de l'Institut d'aviation de Moscou    |
| Juillet 1997      | 29 mars 1998      | Vladimir Nikolaïevitch Gorine (ru)         | Sans étiquette                 | Par intérim                                             |
| 29 mars 1998      | 10 octobre 1998   | Alexandre Constantinovitch Melechkine (ru) | Sans étiquette                 | Par intérim                                             |
| 10 octobre 1998   | 29 septembre 2002 | Iouri Issakovitch Lebedev (ru)             | Sans étiquette                 | Ex-gouverneur par intérim de l'oblast de Nijni Novgorod |
| 29 septembre 2002 | 25 octobre 2010   | Булавинов,_Вадим_Евгеньевич (ru)           | Russie unie (à partir de 2004) | Ancien membre de la Douma municipale de Nijni Novgorod  |
| 4 janvier         | 12 janvier 2003   | Alexandre Constantinovitch Melechkine (ru) | Sans étiquette                 | Par intérim                                             |
| 25 octobre 2010   | 7 octobre 2015    | Oleg Valentinovitch Sorokine (ru)          | Russie unie                    | Chef d'entreprise                                       |
| 7 octobre 2015    | 23 mai 2017       | Ivan Karniline (en)                        | Russie unie                    | Ancien membre de la Douma municipale de Nijni Novgorod  |
| 21 juin 2017      | 20 décembre 2017  | Ielizaveta Solontchenko (en)               | Russie unie                    | Ex chef adjoint de Nijni Novgorod                       |
| 17 janvier 2018   | 6 mai 2020        | Vladimir Panov (en)                        | Russie unie                    | Ex-député de la Douma d'État                            |
| 6 mai 2020        | En cours          | Iouri Vladimirovitch Chalabaïev (ru)       | Russie unie                    | Ex chef adjoint de Nijni Novgorod                       |

#### Élections municipales de 2020
Les dernières élections municipales (ru) ont eu lieu le 13 septembre 2020, lors du jour de vote unique, et ont été les premières les élections avec trente-cinq députés à élire, celles auparavant en comportant quarante-sept. Les électeurs inscrits en juillet 2020 étaient au nombre de 1 012 365 électeurs, mais seulement 15,62 % d'entre eux ont pris parts aux élections.
Ces élections furent marqués par de nombreux scandales quant aux inscriptions de candidats d'oppositions, plusieurs d'entre eux ayant été victimes de refus de la part de la Commission électorale. Tout d'abord, six des 12 candidats désignés par le parti Iabloko se virent refusés l'inscription en raison de l'absence du mot ville dans l'en tête de la liste des signatures, qui aurait dû être écrite ainsi : « élections des députés de la Douma municipale de la ville de Nijni Novgorod de la septième convocation ». Cependant, les autres six candidats, même s'ils avaient aussi l'erreur, purent se présenter. Mais l'un des six derniers ne put finalement se présenter, la Commission l'accusant d'avoir usé de fausses signatures, 16 étant fausses sur les 146 soumises par le candidat. Il a déposé plainte contre la Commission, et l'instance d'appel a annulé la décision, mais a cependant aussi annulé l'inscription du candidat. En août 2020, le tribunal de Nijegorodski a suivi l'avis de la Commission, refusant au candidat de s'inscrire, le tribunal pensant que les signatures étaient fausses et que ceux qui ont témoigné en faveur du candidat étaient des partisans de ce dernier.

La douma municipale depuis 2020.

Sur les 17 candidats du parti de la Croissance nommés, 16 perdirent leur statut de candidat en juillet, avec comme exception la candidate de la circonscription no 25 du parti. Quelque temps plus tard, il fut avéré que cette candidate était membre du conseil régional du parti Russie unie jusqu'au 17 juillet 2020. Il y a eu aussi la radiation d'un candidat de Russie unie en raison d'un refus du parti.
Roman Trebougov, partisan d'Alexeï Navalny, dut sous ordre de la Commission de refaire une liste de signatures. Mais sur cette nouvelle liste, la Commission en déclara 10 invalides, demandant qu'il refasse encore une fois. Mais une membre de la Commission a redemandé une vérification de la seconde liste, où 10 autres signatures furent déclarés invalides, entraînant la perte du statut de candidat à Trebougov.

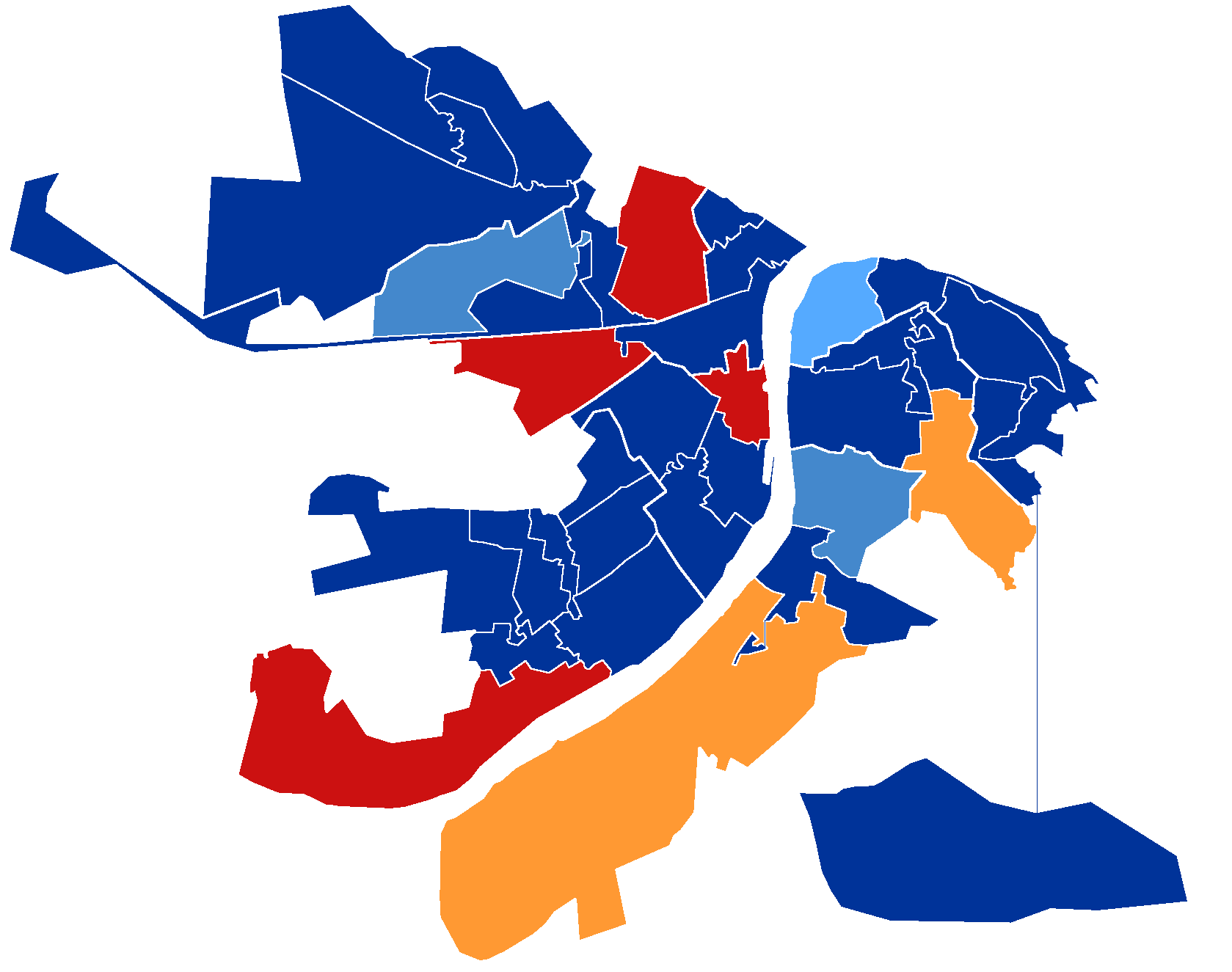
Résultat par circonscription.

De plus, une candidate du KPRF intenta une action en justice contre la Commission afin d'invalider la décision d'enregistrer un candidat de Iabloko concourant aussi dans sa circonscription, mais elle fut déboutée. Peu de temps après, elle intenta, toujours dans sa circonscription, une action afin d'invalider l'enregistrement d'un candidat de Nouvelles personnes, mais cette foit-ci elle fut satisfaite. Elle fit de même, toujours dans sa circonscription, à l'encontre d'un candidat du RPPSS, et elle gagna.
Le 2 septembre, onze jours avant les élections, un candidat du KPRF fut radié à cause d'une action en justice d'un concurrent du parti Rodina, en raison de l'utilisation illégale d'un poème dans sa campagne. Il y eut aussi le 8 et le 9 des actions de la police lors de réunions d'observateurs de l'ONG Golos, les participants de la réunion étant interrogés. Le second jour, une procédure fut engagée à l'encontre d'un militant à cause d'une désobéissance à la police, mais la plainte de la police fut retirée.
Le 11 septembre, dans les locaux du bureau de vote no 2569 (circo no 27), un observateur du parti Nouvelles personnes filma une vidéo où l'on voyait la secrétaire du bureau de vote manipuler des listes électorales. Des perquisitions eurent lieu par la police ce même jour.

#### Résultats électoraux
Les résultats sont ceux de l'okroug urbain de Nijni Novgorod, une cirsoncription administrative qui comprend plusieurs villages environnants.
| Scrutin          | 1er tour | 1er tour | 1er tour | 1er tour | 1er tour | 1er tour | 1er tour | 1er tour    | 1er tour | 1er tour | 1er tour | 1er tour | 2d tour     | 2d tour     | 2d tour     | 2d tour     | 2d tour     | 2d tour     | 2d tour     | 2d tour     |
| Scrutin          | 1er      | 1er      | %        | 2e       | 2e       | %        | 3e       | 3e          | %        | 4e       | 4e       | %        | 1er         | %           | 2e          | %           | 3e          | %           | 4e          | %           |
| ---------------- | -------- | -------- | -------- | -------- | -------- | -------- | -------- | ----------- | -------- | -------- | -------- | -------- | ----------- | ----------- | ----------- | ----------- | ----------- | ----------- | ----------- | ----------- |
| Municipales 2005 |          | ER       | 27,34    |          | RPS      | 17,16    |          | Contre tous | 16,23    |          | KPRF     | 10,61    | Tour unique | Tour unique | Tour unique | Tour unique | Tour unique | Tour unique | Tour unique | Tour unique |
| Municipales 2010 |          | ER       | 58,43    |          | KPRF     | 16,13    |          | SRZP        | 14,45    |          | LDPR     | 5,74     | Tour unique | Tour unique | Tour unique | Tour unique | Tour unique | Tour unique | Tour unique | Tour unique |
| Municipales 2015 |          | ER       | 40,4     |          | SRZP     | 21,63    |          | KPRF        | 19,38    |          | LDPR     | 6,61     | Tour unique | Tour unique | Tour unique | Tour unique | Tour unique | Tour unique | Tour unique | Tour unique |
| Municipales 2020 |          | ER       | 51,73    |          | KPRF     | 19,78    |          | SRZP        | 8,26     |          | LDPR     | 7,87     | Tour unique | Tour unique | Tour unique | Tour unique | Tour unique | Tour unique | Tour unique | Tour unique |

### Découpage administratif
| - OpenStreetMap Limite de la ville. |

Carte des arrondissements de Nijni Novgorod.

La ville comprend deux sous-ensembles : la ville haute située sur la rive droite de l'Oka qui comprend le centre historique et est découpée en trois arrondissements et la ville basse située sur la rive gauche de l'Oka qui comprend cinq arrondissements.
| Numéro | Arrondissement | Superficie km2 | Population (2023) | Description                  |
| ------ | -------------- | -------------- | ----------------- | ---------------------------- |
| 1      | Nijegorodski   | 67             | 114 688           | Kremlin et Centre historique |
| 2      | Oka            | 23             | 104 385           |                              |
| 3      | Soviétique     | 31             | 146 549           |                              |
| 4      | Kanavino       | 47,54          | 145 844           | Foire et gare                |
| 5      | Avtozavodski   | 94             | 291 520           | L'usine automobile de Gorki  |
| 6      | Lénine         | 27             | 130 035           |                              |
| 7      | Moscou         | 27             | 130 043           |                              |
| 8      | Sormovo        | > 100          | 158 201           |                              |

## Population et société

### Démographie
La population de l'agglomération de Nijni Novgorod est estimée à 1 710 000 habitants en 2007, ce qui en fait la troisième agglomération de Russie. Voir également Liste des agglomérations européennes. Comme dans beaucoup de villes russes, la situation démographique de Nijni Novgorod s'est dégradée au cours des années 1990 à la suite du changement de régime pour des raisons économiques. Le taux de natalité a légèrement diminué, passant de 10,7 pour mille en 1990 à 8,8 pour mille en 2005 alors que le taux de mortalité passait de 11,4 à 17,5 pour mille. Le solde naturel s'est fortement dégradé, passant de –0,7 pour mille en 1990 à –8,7 pour mille en 2005.
La partie basse est plus peuplée que la partie haute, la première concentrant 71 % de la population de la ville.
Recensements (*) ou estimations de la population,,,:
| 1646   | 1811   | 1840   | 1856   | 1863   | 1897*  | 1914    | 1923    | 1926*   |
| ------ | ------ | ------ | ------ | ------ | ------ | ------- | ------- | ------- |
| 38 466 | 14 400 | 31 900 | 35 800 | 41 500 | 90 000 | 111 600 | 135 400 | 222 000 |

| 1931    | 1939*   | 1956    | 1959*   | 1962      | 1967      | 1970*     | 1973      | 1979*     |
| ------- | ------- | ------- | ------- | --------- | --------- | --------- | --------- | --------- |
| 350 300 | 644 000 | 876 000 | 941 000 | 1 025 000 | 1 120 000 | 1 170 133 | 1 238 000 | 1 344 474 |

| 1982      | 1986      | 1989*     | 1992      | 1996      | 1998      | 2000      | 2001      | 2002*     |
| --------- | --------- | --------- | --------- | --------- | --------- | --------- | --------- | --------- |
| 1 373 000 | 1 409 000 | 1 438 133 | 1 440 600 | 1 385 900 | 1 367 700 | 1 357 000 | 1 346 700 | 1 311 252 |

| 2003      | 2004      | 2005      | 2006      | 2007      | 2008      | 2009      | 2010*     | 2011      |
| --------- | --------- | --------- | --------- | --------- | --------- | --------- | --------- | --------- |
| 1 311 300 | 1 305 100 | 1 289 500 | 1 283 600 | 1 278 300 | 1 274 700 | 1 280 355 | 1 250 619 | 1 250 600 |

| 2012      | 2013      | 2014      | 2015      | 2016      | 2017      | 2018      | 2019      | 2020      |
| --------- | --------- | --------- | --------- | --------- | --------- | --------- | --------- | --------- |
| 1 254 592 | 1 259 921 | 1 263 873 | 1 267 760 | 1 266 871 | 1 284 164 | 1 259 013 | 1 253 511 | 1 252 236 |

| 2021*     | 2022      | 2023      | - | - | - | - | - | - |
| --------- | --------- | --------- | - | - | - | - | - | - |
| 1 226 076 | 1 233 949 | 1 213 477 | - | - | - | - | - | - |

### Enseignement et universités
La ville de Nijni Novgorod est une ville universitaire, avec de nombreux établissements, parfois centenaires. Elle est l'un des plus grands centres de recherche de Russie. Elle comptait en 2015 21 établissements d'enseignement supérieur et secondaire spécialisés publics, ainsi que 15 établissements d'enseignement supérieur et secondaire spécialisés non publics. Deux établissements ont le statut d'université d'État : l'université d'État Lobatchevski et l'université technique d'État Rostislav-Alekseïev. La ville comptait aussi en 2015 38 établissements d'enseignement professionnel, qui ont formé en 2014 plus de 13 000 personnes.
- Université d'État Lobatchevski de Nijni Novgorod (fondée en 1916)
- Université technique d'État de Nijni Novgorod Rostislav-Alekseïev (fondée en 1917)
- Université de médecine de la Volga (fondée en 1920)
- Université d'État d'agriculture de Nijni Novgorod
- Université d'État linguistique Dobrolioubov de Nijni Novgorod
- Université d'État d'architecture et de construction de Nijni Novgorod
- Université d'État des transports fluviaux de Nijni Novgorod
- Université pédagogique d'État de Nijni Novgorod
- Institut du FSB de Nijni Novgorod
- Conservatoire Glinka de Nijni Novgorod

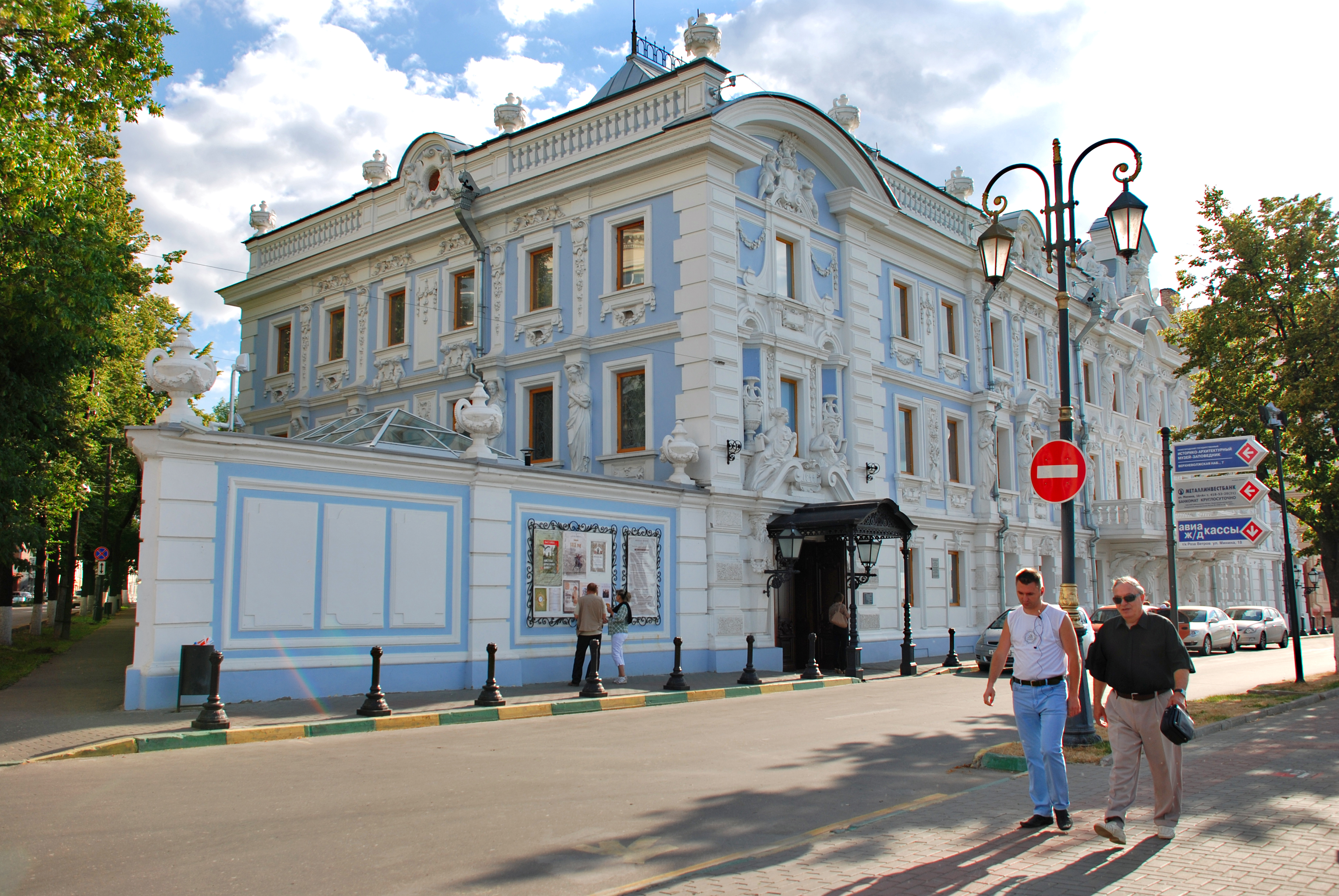
L'hôtel particulier Roukavichnikov (quai supérieur de la Volga).
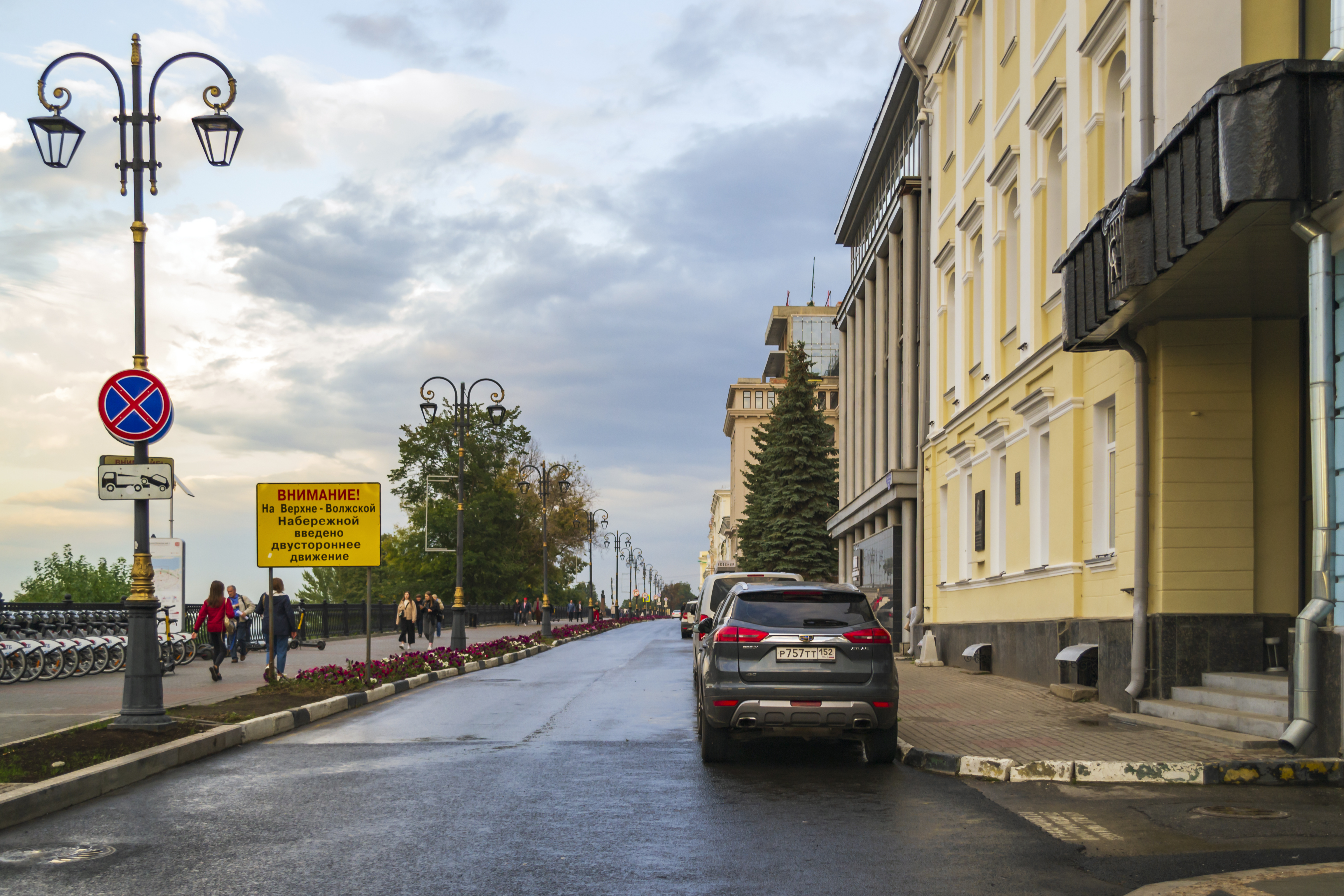
Quai supérieur de la Volga.
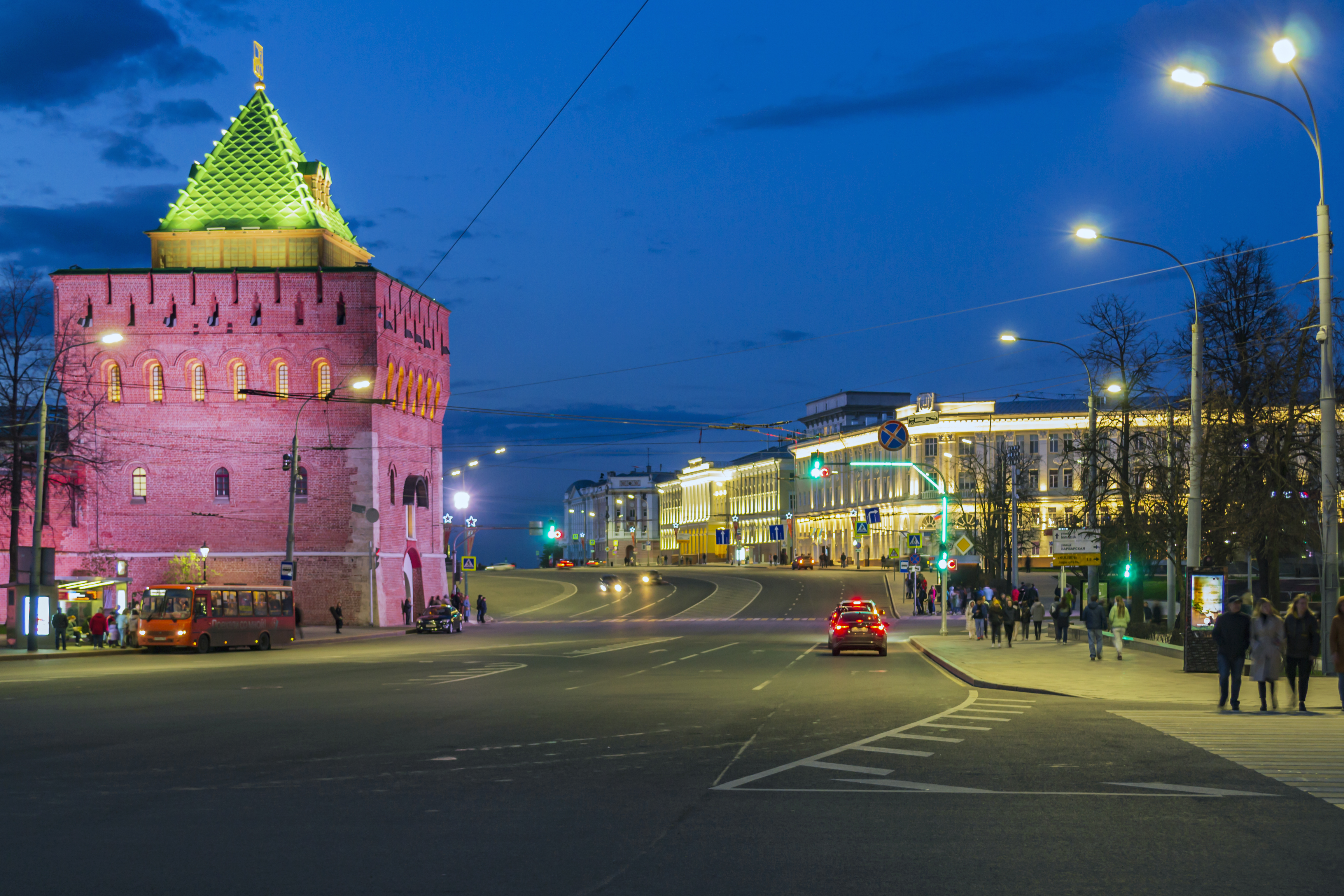
Le Kremlin.

### Sports

#### Équipements sportifs
Dans le centre de la ville tout près du confluent de deux grandes rivières l’Oka et la Volga (Strelka), le stade de classe internationale NIJNI NOVGOROD est situé. Cette arène a accueilli six matchs de la Coupe du Monde de football 2018. Après ce tournoi, le stade deviendra un complexe multifonctionnel.

#### Équipes
Basket-ball
- BK Nijni Novgorod (depuis 2000)

Football
- Lokomotiv Nijni Novgorod (1916-2006)
- Volga Nijni Novgorod (1998-2016)
- Spartak Nijni Novgorod (2001-2007)
- FK Nijni Novgorod (2007-2012)
- FK Nijni Novgorod (depuis 2015)

Hockey sur glace
- Torpedo Nijni Novgorod (depuis 1947)
- HK SKIF (depuis 2000)

Volley-ball
- Goubernia Nijni Novgorod (depuis 2008)

#### Événements sportifs
Nijni Novgorod est une des villes russes qui accueillit la Coupe du monde de 2018. À cet égard, la ville subit de sérieux changements. Surtout, la flèche (la Strelka) s'est profondément transformée. un nouveau stade a été construit, ôtant son poids à l'ancien port fluvial. Un nouveau parc est aménagé et un nouveau remblai est construit. De nouvelles routes, des centres de transport et un nouveau pont sont construits. En outre, les routes sont réparées dans toute la ville. Le centre historique est également transformé. Il y a une restauration à grande échelle des vieilles rues et des bâtiments, de nouveaux musées ouvrent, des hôtels sont construits et des parcs sont en cours de reconstruction. En 2016, le contournement sud de la ville a été ouvert (le même que la MKAD). En 2017, le plus grand projet a été construit: le deuxième pont de Borski et de nouveaux échangeurs de transport à l'entrée d'autres villes.

### Religion
Les habitants sont principalement de religion orthodoxe.
Il existe quelques mosquées, une paroisse catholique, des temples de différentes confessions protestantes et une synagogue dans la ville.

## Transports

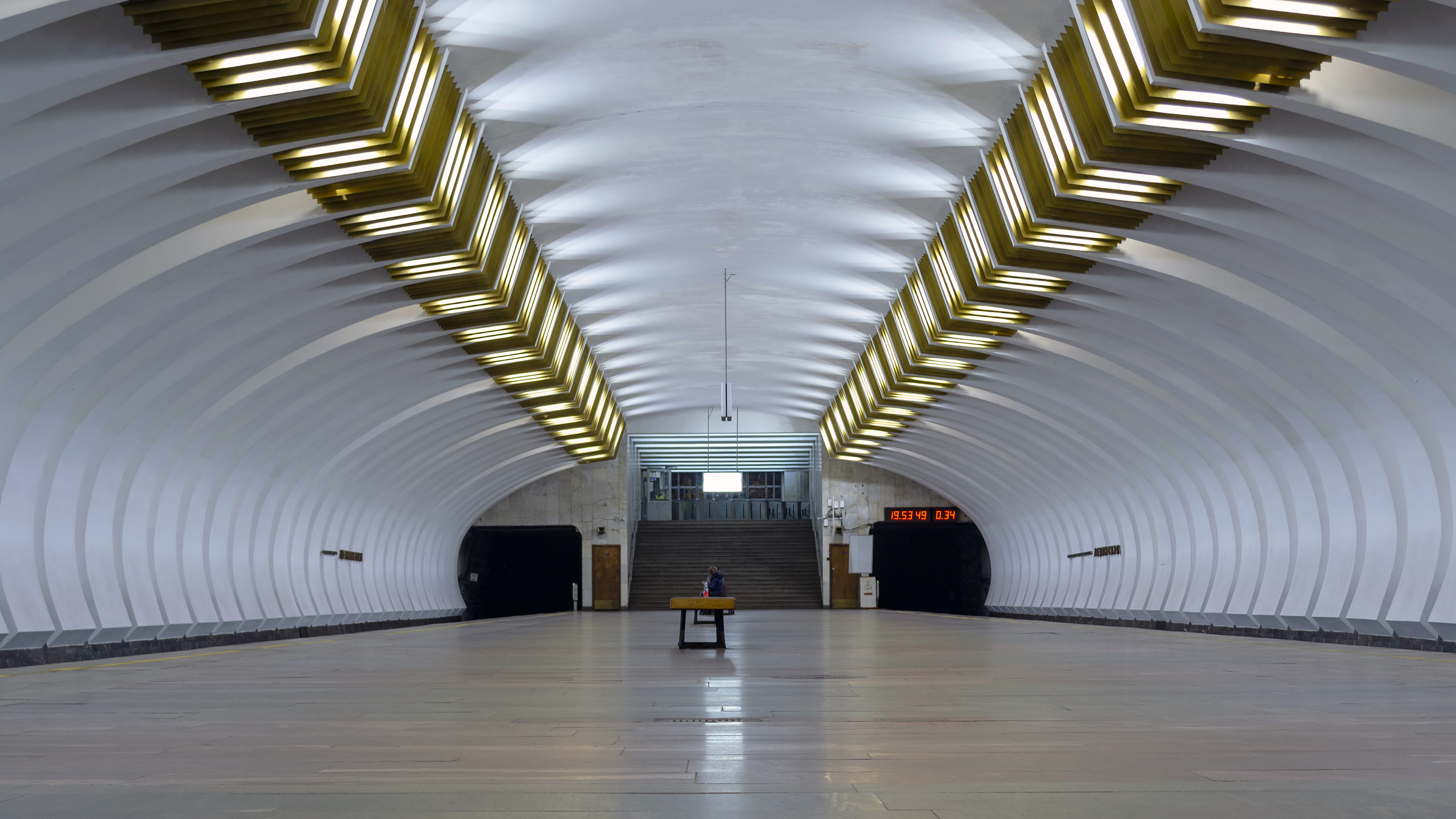
La station Leninskaïa du métro de Nijni Novgorod (ligne 1).

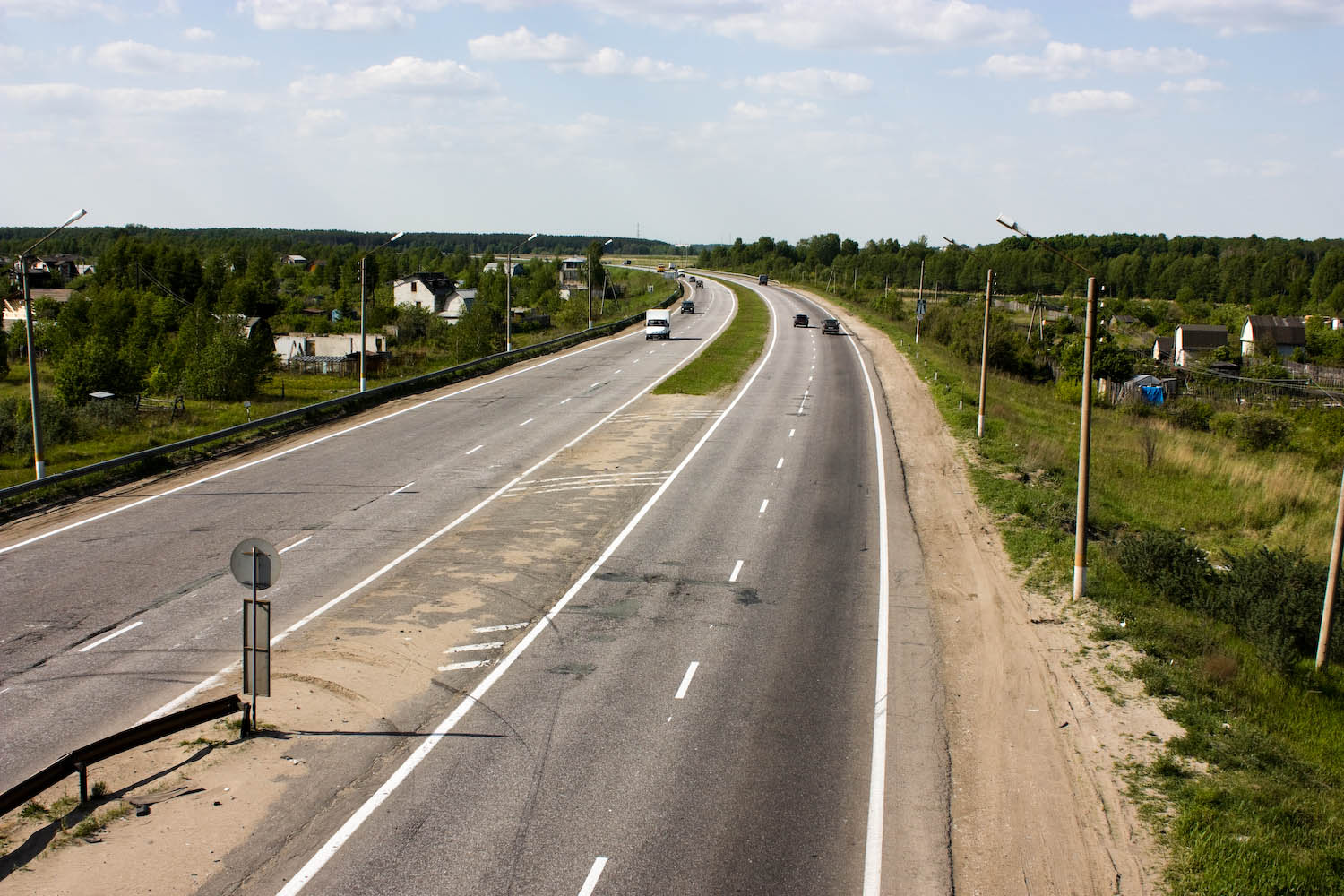
Rocade sud de Nijni Novgorod.

La ville est un important carrefour du point de vue du transport fluvial, des chemins de fer et des routes. La ville est traversée par la route fédérale M7, avec une rocade autoroutière au sud de la ville. Plusieurs ponts traversent l'Oka, comme le pont de Myza ou le pont de Kanavino. La densité du réseau routier est deux fois supérieur à la moyenne russe.
Le principal système de transport en commun est le métro de Nijni Novgorod qui comprend deux lignes d'une longueur totale de 21,3 km (juin 2018) et qui comporte 15 stations. En 2014, il a transporté 37,2 millions de passagers. La gare de Nijni Novgorod-Moscou, principale gare de la ville est importante sur le Transsibérien. Les chemins de fer de Gorki, une filiale des chemins de fer russes, a son siège dans la ville.
La ville possède un important réseau d'autobus, qui a transporté 95,6 millions de personnes en 2014. La télécabine de Nijni-Novgorod, téléphérique passant au-dessus de la Volga et reliant Nijni Novgorod à Bor a été ouvert en 2012.
Le 24 juin 2013 a été lancée la première ligne du réseau express régional (RER). Elle a relie l'arrondissement de Sormovski et la gare de Nijni Novgorod. Cela en fait une alternative à la ligne de métro à Sormovo. A un correspondance à la station de métro Moskovskaïa. Une deuxième ligne a été ouverte, qui reliant les deux rives de l'Oka, a été ouverte par la suite. Des trains l'empruntent depuis la gare de Nijni Novgorod jusqu'à la gare de Myza (l'arrondissement de Priokski). Cependant, cela ne fonctionne que pendant l'été en raison de la demande accrue pour les voyages de banlieue.
L'aéroport international de Nijni Novgorod est l'unique aéroport de la ville et le principal de l'oblast, il est situé dans l'arrondissement d'Avtozavodski, à 14 km au sud-ouest du centre-ville. Il est relié à la ville par le bus no 11, puis le métro. La ligne de chemin de fer Nijni Novgorod - Arzamas passe non loin de l'aéroport, mais n'est pas directement relié. Une gare est à l'étude.

## Économie et industrie
Nijni-Novgorod est un grand centre de l'industrie automobile avec le constructeur GAZ qui est le principal acteur économique de la ville. Les activités de constructions de machines, métallurgiques et d'industrie légère (fabrication de bateaux, radios) jouent également un rôle important. Elle est également connue comme un des principaux centres russes du complexe militaro-industriel russe dont en particulier le constructeur d'avions MiG. Le troisième pôle d'emplois industriels est l'énergie, avec l'exploitation des produits dérivés du pétrole et du charbon, le raffinage et la production d'électricité. En 2016 Vladimir Poutine a inauguré une nouvelle usine de production de PVC qui est une coentreprise entre l'entreprise belge Solvay et la société russe Sibur.

## Culture locale et patrimoine

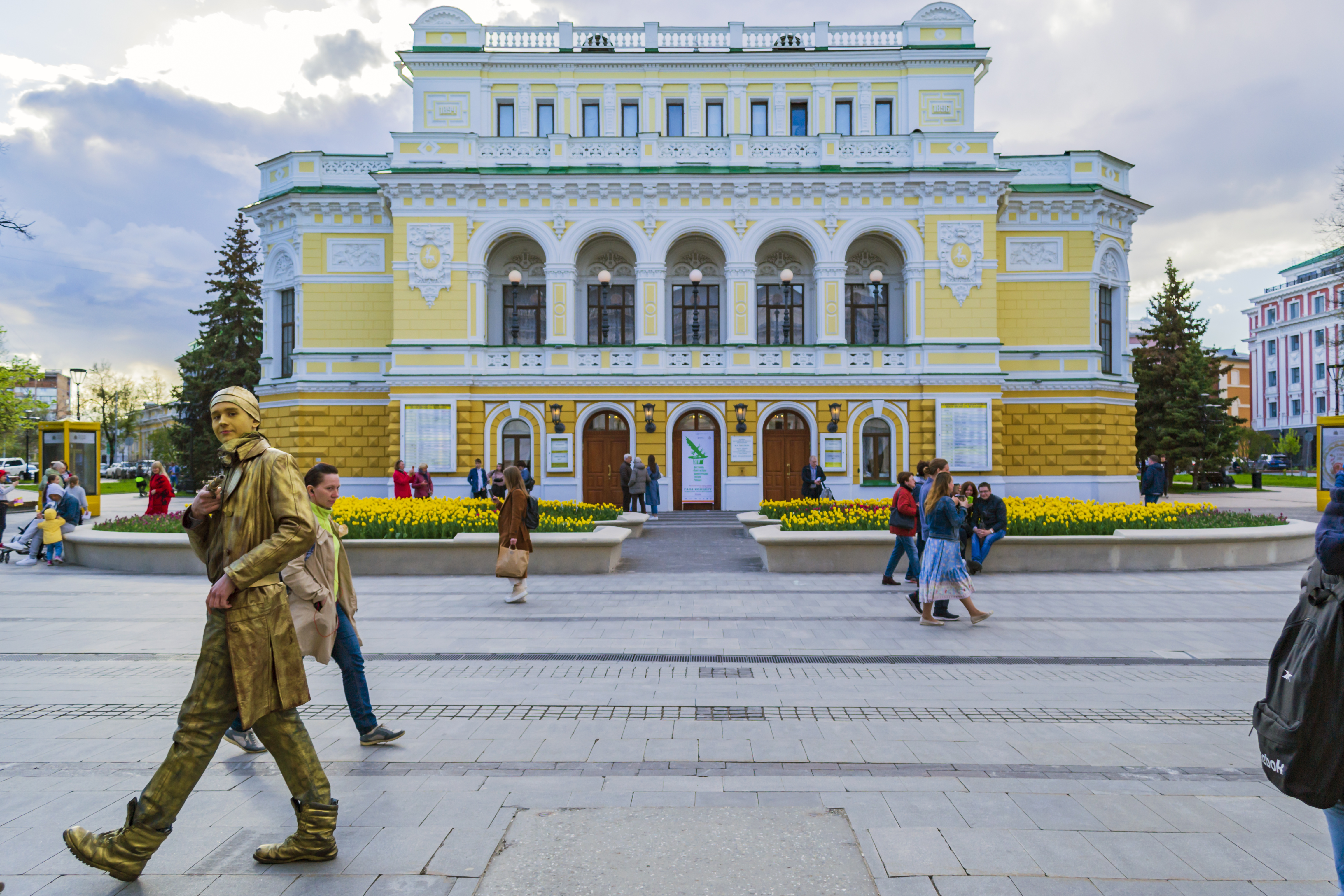
Façade du théâtre dramatique de Nijni Novgorod, construit en 1896.

Trois établissements culturels au titre d'« académique » sont présents à Nijni Novgorod : le théâtre académique d'opéra et de ballet Pouchkine, la Philharmonie académique Rostropovitch, ainsi que le théâtre de marionnettes. Sont présents également des théâtres comiques, dramatiques, le principal étant le théâtre dramatique Gorki, des musées, des salles d'expositions, ainsi qu'une Alliance française.
Parmi les musées de la ville il faut noter le musée des Beaux-Arts de Nijni Novgorod. Le musée Dobrolioubov est consacré à l'homme de lettres Nikolaï Dobrolioubov et se trouve dans la maison natale de l'écrivain.
La ville est classée par l'UNESCO parmi les cent villes faisant partie du patrimoine mondial de l'humanité (Valeur culturelle et artistique).

### Patrimoine architectural

#### Architecture civile

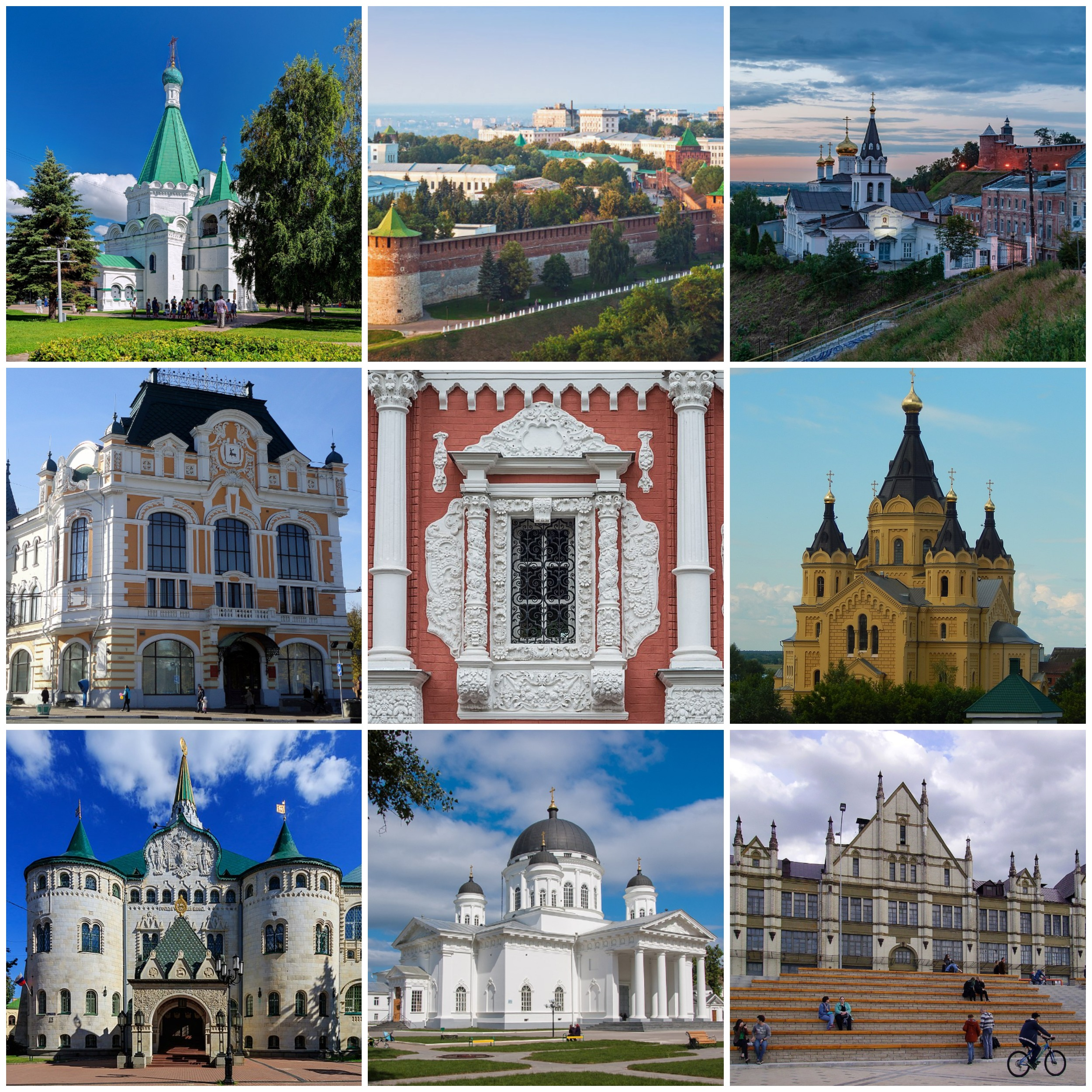
L'architecture de Nijni Novgorod est riche et variée.

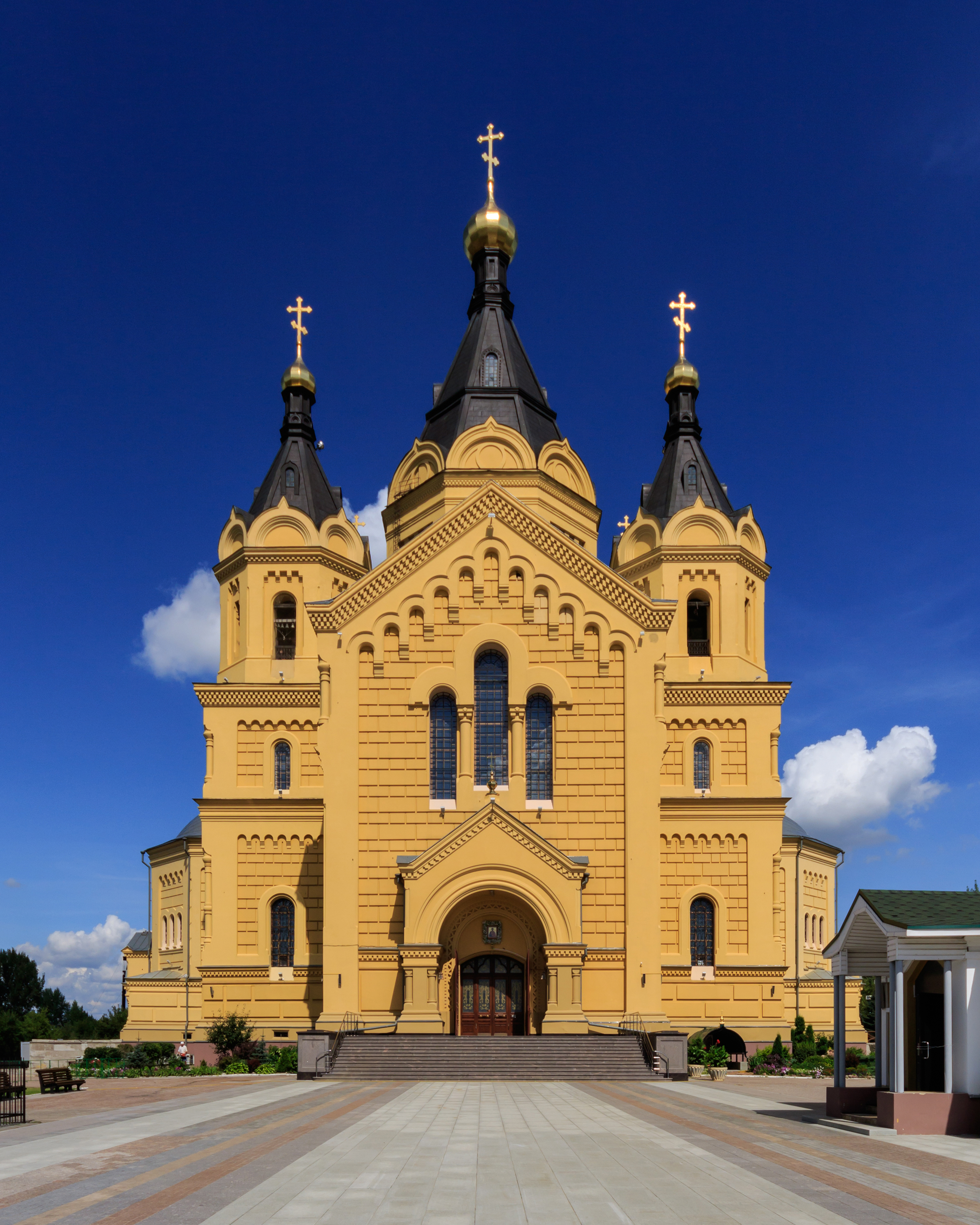
La cathédrale Saint-Alexandre-Nevski.

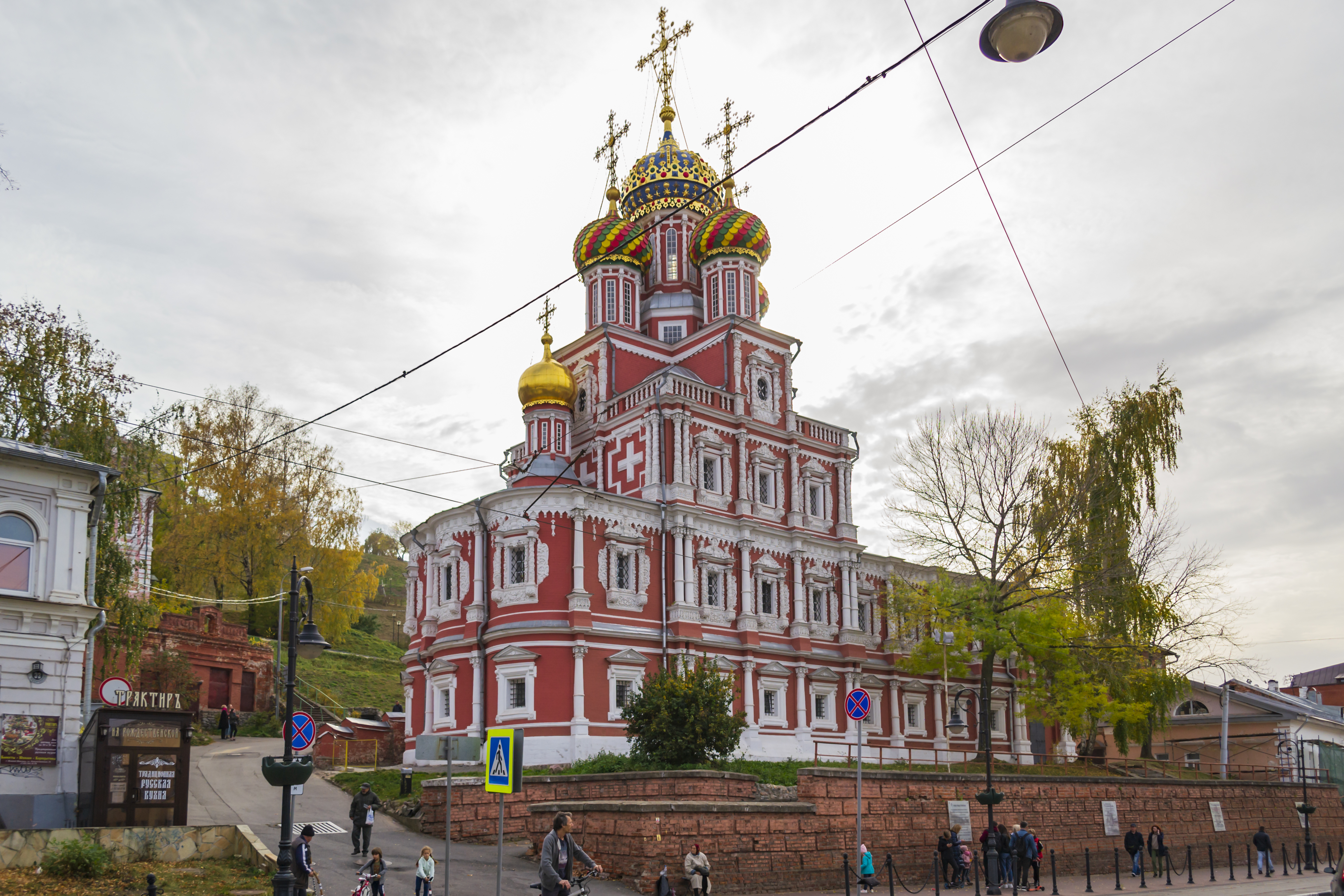
L'Église de Notre-Dame de Nijni Novgorod.

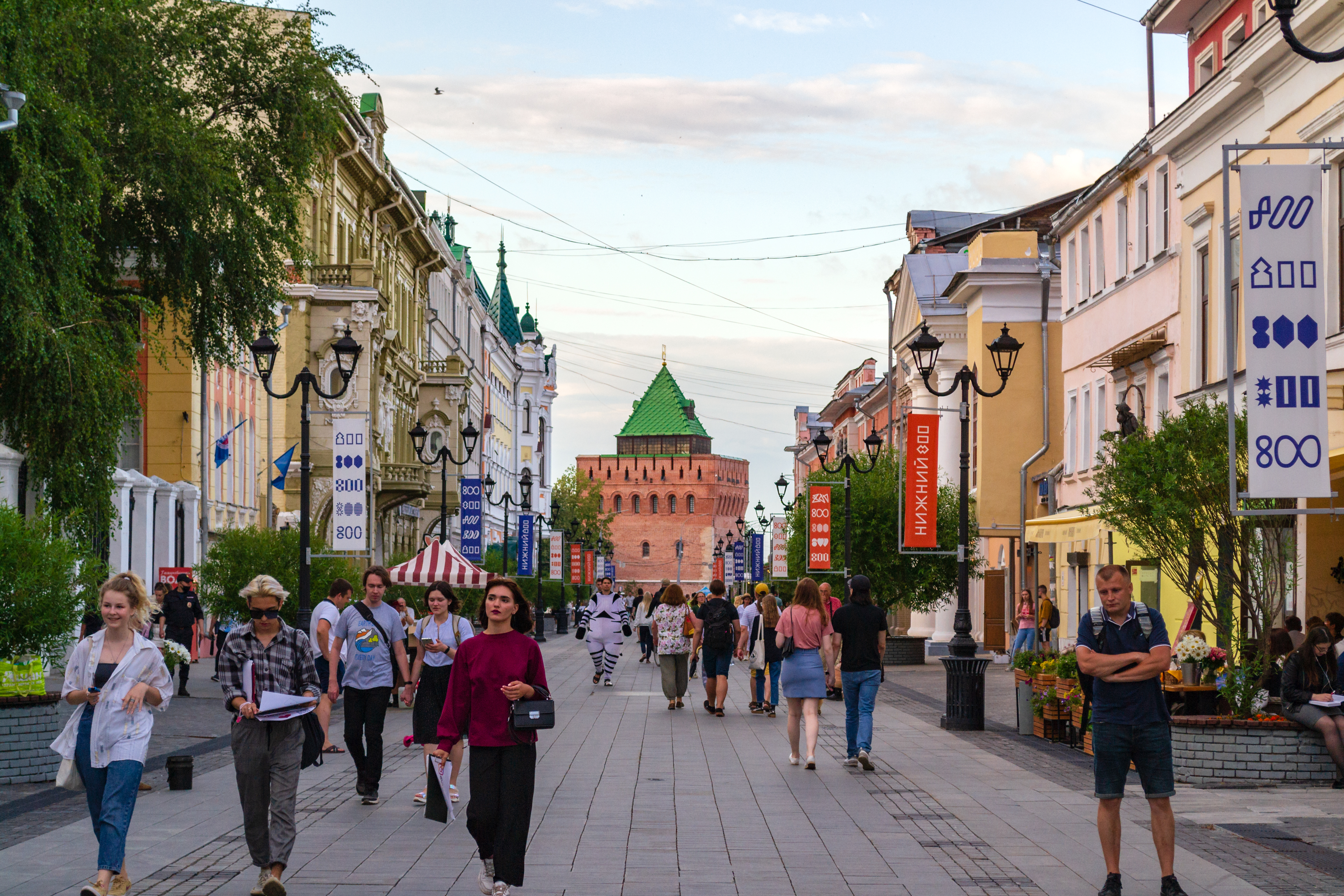
Bolchaïa Pokrovskaïa, la rue principale commerçante de Nijni Novgorod

Les principaux monuments de Nijni Novgorod sont : 
- Le Kremlin, ensemble architectural principal de la ville. Sa construction date du XVIe siècle (1515), son enceinte fait 2 km de circonférence et comporte treize tours. Elle a été plusieurs fois assiégée par le khanat de Kazan, mais personne ne pouvait s'en emparer. Maintenant, c'est le principal foyer culturel et politique du district de la Volga. Les autorités régionales et municipales sont situées ici, ainsi que l'administration du représentant autorisé du président de la fédération de Russie. Plusieurs musées et monuments se trouvent à l'intérieur du kremlin. On peut également y voir la flamme du soldat inconnu de la Seconde Guerre mondiale et d'anciens chars utilisés pendant la guerre. Le kremlin abrite une cathédrale du XIIIe siècle.
- La foire. Autrefois, une des foires les plus importantes d'Europe et vitrine commerciale de l'Empire russe. Aujourd'hui les anciens pavillons centraux de la foire abritent une exposition permanente multimédia intitulée La Russie est mon histoire.
- Le théâtre dramatique
- Le grand escalier de Tchkalov
- La gare de Nijni Novgorod
- La rue Bolchaïa Pokrovskaïa, rue du centre-ville. Avant la Révolution, elle était considérée comme une rue élégante en raison du fait que les membres de la noblesse locale et des politiciens les plus respectés y habitaient et qu'il y avait l'Assemblée de la Noblesse de Nijni Novgorod. Maintenant, la rue est un ensemble de maisons anciennes du XIXe siècle.
- La rue Rojdestvenskaïa, avec l'église de la Nativité-de-la-Sainte-Vierge.
- Le monument de Minine et Pojarski
- Entre Nijni Novgorod et Dzerjinsk, ville satellite de Nijni Novgorod, se trouve une tour hyperbolique de 128 mètres de hauteur. Cette tour métallique fut construite en 1929 par le savant et ingénieur russe Choukhov. C'est une des deux dernières tours multi-étages en Russie, la seconde se trouvant à Moscou.

### Édifices religieux
- La cathédrale Saint-Alexandre-Nevski. La cathédrale diocésaine est située sur l'ancien territoire de la foire de Nijni Novgorod. C'est l'un des symboles non officiels de la ville, avec la tour Dmitrovskaïa du Kremlin, l'escalier Tchkalov et la foire.
- La cathédrale Saint-Michel-Archange est l'église la plus ancienne de la ville, datant du XVIIe siècle et construite dans l'enceinte du Kremlin. C'est en son sein que se trouve le tombeau de Kouzma Minine.
- L'église de la Nativité-de-la-Sainte-Vierge est une église orthodoxe russe, située rue Rojdestvenskaïa (rue de la Nativité). Elle a été construite en 1696-1719 sur les fonds du marchand Grigori Stroganov. C'est l'un des meilleurs exemples du style Stroganov, elle a le statut de monument d'architecture d'importance fédérale.
- La cathédrale du Sauveur. La cathédrale est située sur le territoire de la foire de Nijni Novgorod. On l'appelle aussi la « cathédrale de l'Ancienne Foire » parce qu'elle a été construite plus tôt que la cathédrale Saint-Alexandre-Nevski sur la flèche (la Strelka).
- Le monastère de l'Annonciation. Le plus ancien monastère de Nijni Novgorod, fondé au début du XIIIe siècle. Situé dans l'arrondissement de Nijegorodski, sur la rive droite de l'Oka près de sa confluence dans la Volga.
- L'église Saint-Jean-Baptiste. L'une des plus anciennes églises orthodoxes de la ville, mentionnée au XVe siècle. L'église en pierre a été consacrée en 1683 et de nouveau le 4 novembre 2005. Au temps des troubles (en 1612), c'est depuis le porche de cette église que Kouzma Minine a exhorté les citoyens de Nijni Novgorod à libérer Moscou de l'intervention polonaise.
- L'église de l'Ascension. Elle est située dans la rue Ilinskaïa (Saint-Élie). L'église en pierre a été construite sur les fonds des paroissiens et des bienfaiteurs au début du XVIIIe siècle. L'église a été fermée à la fin des années 1920, le bâtiment servait d'entrepôt et de logement. Jusqu'en 2004, il y avait un entrepôt de bibliothèque. En 2003, l'église a été rendue à l'Église orthodoxe russe.
- L'église Saint-Élie. Construite en mémoire de la libération de Nijni Novgorod des attaques des Tatars et des Nogaïs en 1505. Cette église a donné le nom à l'une des rues historiques de la ville, la rue Ilinskaïa.
- La grande mosquée. Il s'agit de la mosquée principale de Nijni Novgorod. La mosquée a été ouverte en 1915 et est située sur le quai de Kazan.
- L'église du Sauveur-Tout-Miséricordieux. Cette église orthodoxe a été construite en mémoire du sauvetage de la famille de l'empereur Alexandre III, le 17 octobre 1888 lors d'un accident de train sur la ligne de chemin de fer Koursk-Kharkov. L'empereur Alexandre III avait en sa possession une copie de l'ancienne icône miraculeuse du Sauveur de Vologda.
- La cathédrale Saint-Nicolas est une grande église récente construite sur le modèle de la cathédrale du monastère de Diveïevo.

## Environnement
La ville dispose de nombreux espaces verts, principalement le long des deux cours d'eau que sont l'Oka et la Volga.
- Jardin Alexandre, 35 hectares ;
- Parc Avtozavodski (de l'Usine automobile), 69,6 hectares ;
- Jardin botanique ;
- Parc Doubki, 23 hectares ;
- Jardin du Gouverneur ;
- Parc Koulibine, 12 hectares ;
- Parc Pouchkine, 9,8 hectares ;
- Parc de la Victoire, au bord de la Volga.

## Personnalités
- Vladimir Achkenazi (né en 1937), pianiste et chef d'orchestre.
- Mili Balakirev (1837-1910), compositeur, membre du Groupe des Cinq.
- Nikolai Nikolaevich Bogoliubov (1909-1992), mathématicien.
- Ivan Boubnov (1872-1919), ingénieur militaire, concepteur des premiers sous-marins russes
- Catherine de Hueck Doherty (1896-1985), fondatrice de la Maison de la Madone.
- Maxime Gorki (1868-1936), écrivain. La ville fut nommée Gorki en son honneur entre 1932 et 1990.
- Constantin Kousnetzoff (1863-1936), peintre.
- Pavel Lednev (1943-2010), pentathlonien, septuple médaillé olympique.
- Igor Levit (né en 1987), pianiste.
- Nikolaï Lobatchevski (1792-1856), mathématicien, père de la géométrie non euclidienne.
- Marina Orlova (née en 1980), philologue et célébrité du web.
- Sergei Petrovich Novikov (né en 1938), mathématicien.
- Serhii Plokhy (né en 1957), historien.
- Valeri Rozov (1964-2017), Base jumper.
- Irina Slavina (1973-2020), nom de plume d'Irina Mourakhtaïeva, est une journaliste russe.
- Daniil Trifonov (né en 1991), pianiste.
- Natalia Vodianova (née en 1982), mannequin et actrice.
- Anne Vyalitsyna (née en 1986), mannequin.

## Divers
Un fait curieux - depuis la parution du livre d’Alexandre Griboïedov L'Ennui de l'esprit (Горе от ума), en 1831, il existe une expression tirée de cette pièce de théâtre : « mélange des langues française et nijégorodienne » (смешенье языков: французского с нижегородским), appliquée à quelqu'un qui parle mal une langue étrangère mais se croit très fort.

## Jumelages
- Essen (Allemagne) depuis 1991
- Linz (Autriche) depuis 1993
- Jinan (Chine) depuis 1994
- Philadelphie (États-Unis) depuis 1994
- Tampere (Finlande) depuis 1995
- Kharkiv (Ukraine) depuis 2001
- Matanzas (Cuba) depuis 2004
- Suwon (Corée du Sud) depuis 2005
- Novi Sad (Serbie) depuis 2006
- Minsk (Biélorussie) depuis 2007
- Vilnius (Lituanie)
- Sant Boi de Llobregat (Espagne) depuis 2008
- Barcelone (Espagne) depuis 2009
- Soukhoumi (République d'Abkhazie) depuis 2009
- Bitola (Macédoine) depuis 2010
- Győr (Hongrie) depuis 2012
- Bălți (Moldavie) depuis 2016
- Simferopol (Russie) depuis 2016

## Galerie
La Ville Haute (rive droite de l'Oka)

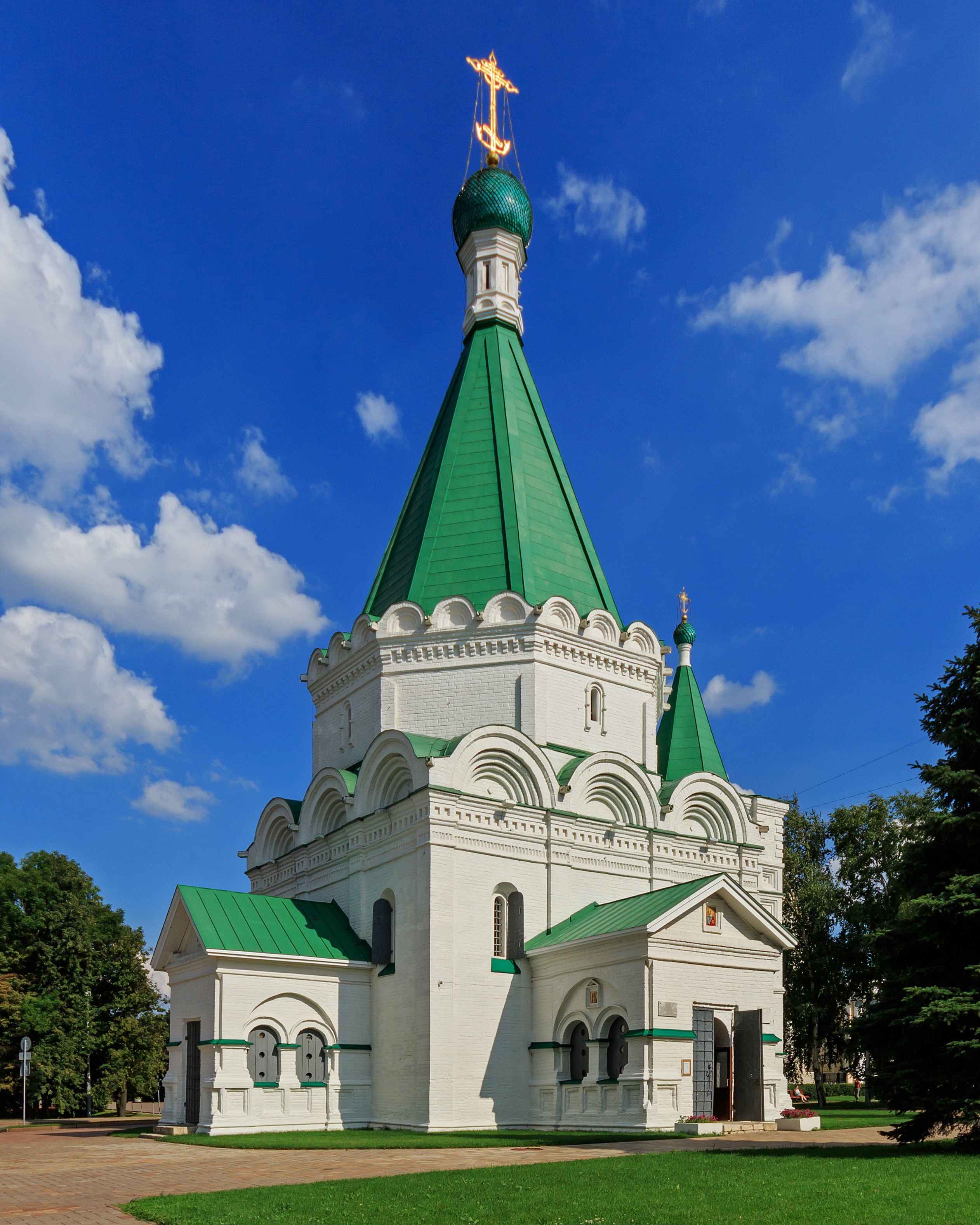
La cathédrale de l'Archange-Saint-Michel
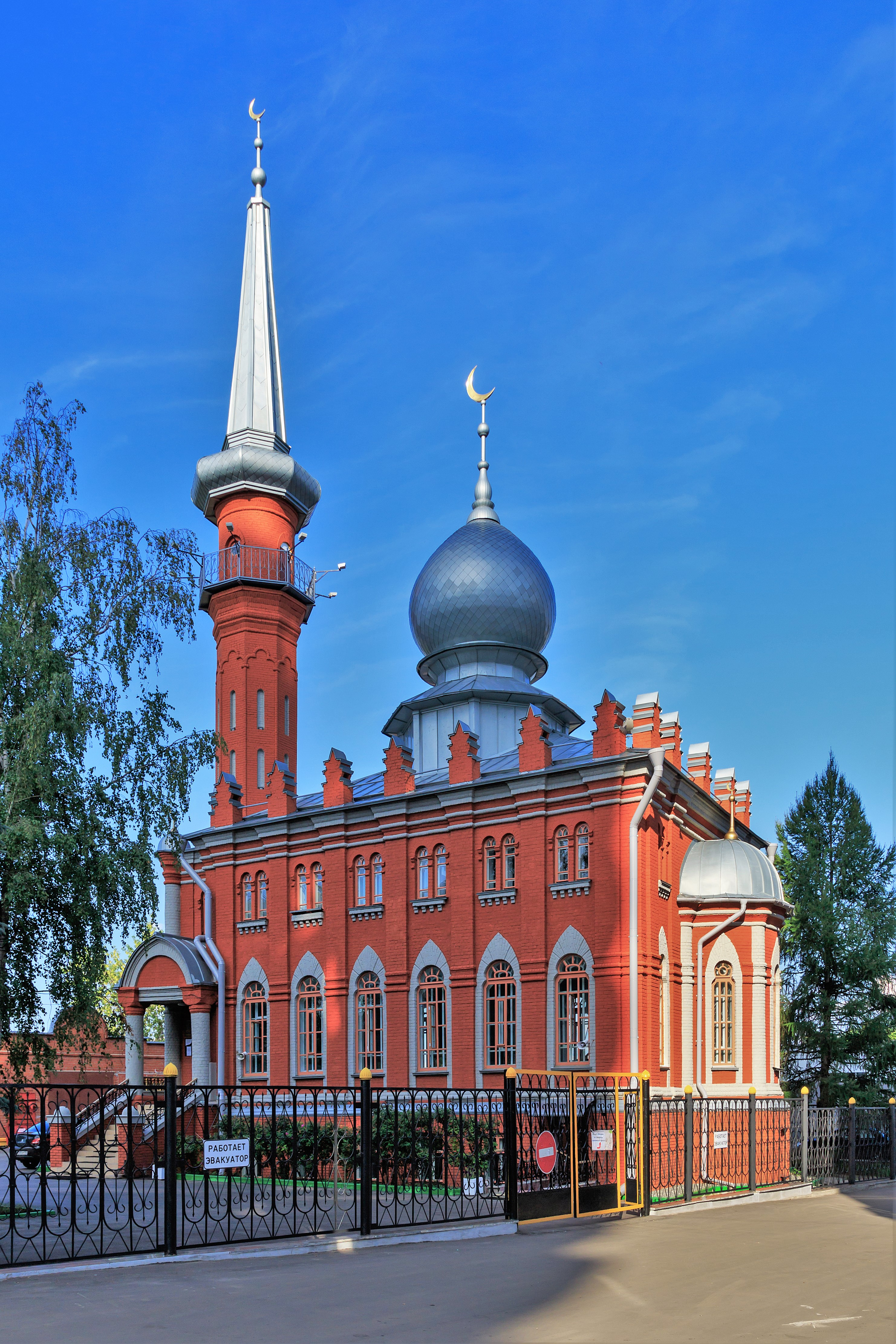
La grande mosquée de Nijni Novgorod
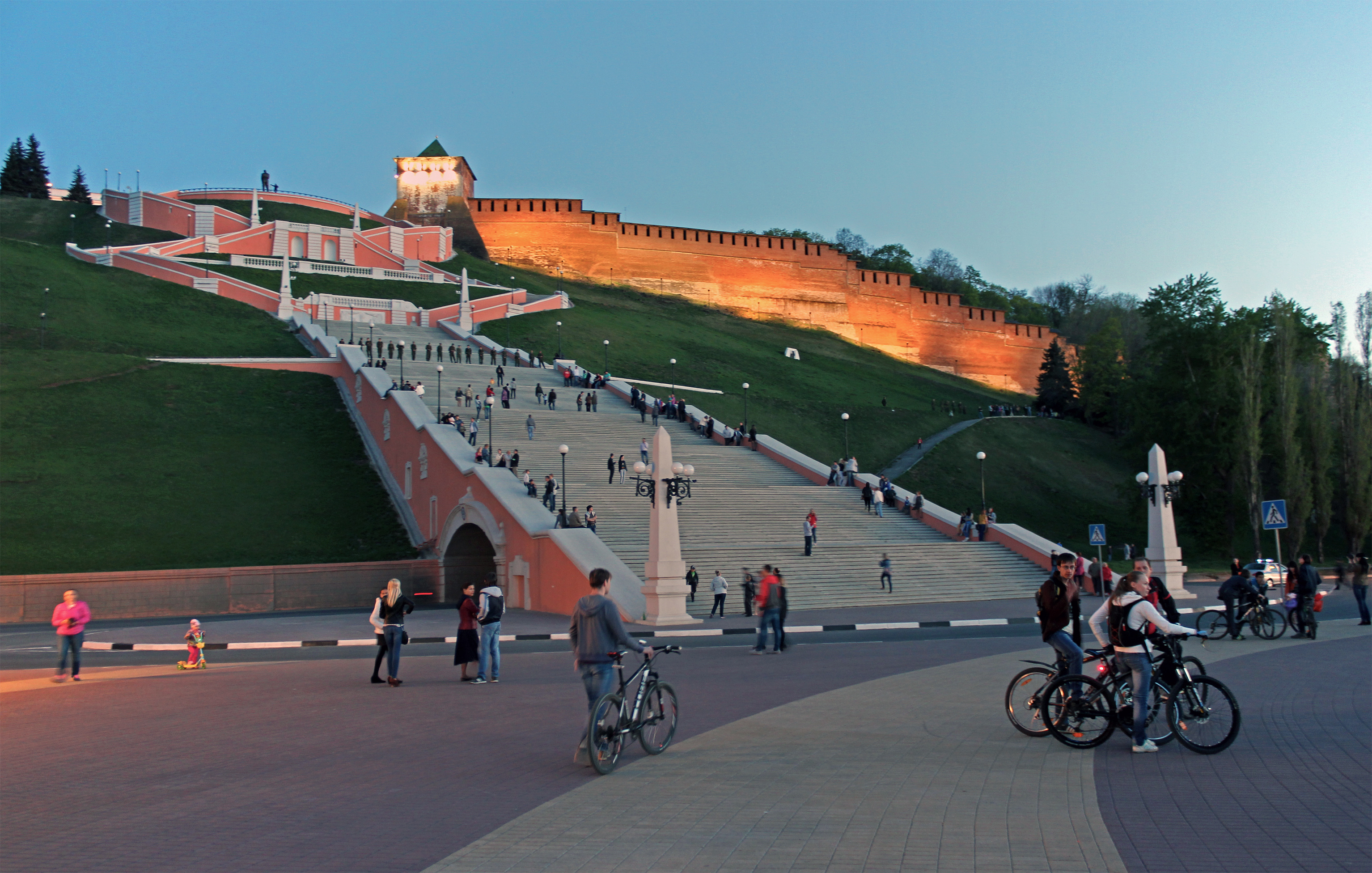
Mur du Kremlin et l'escalier de Tchkalov
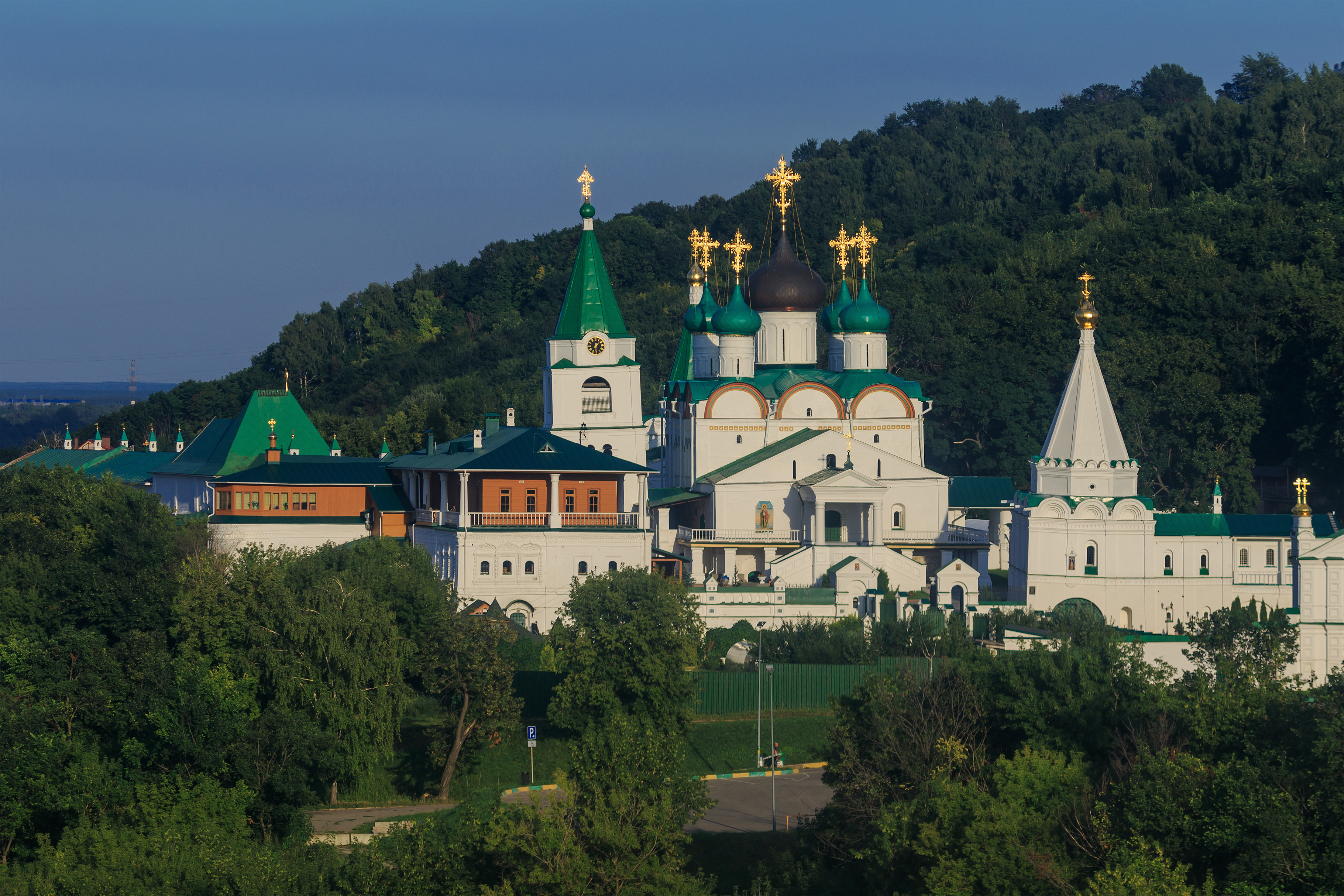
Monastère de Petcherski près de Nijni Novgorod
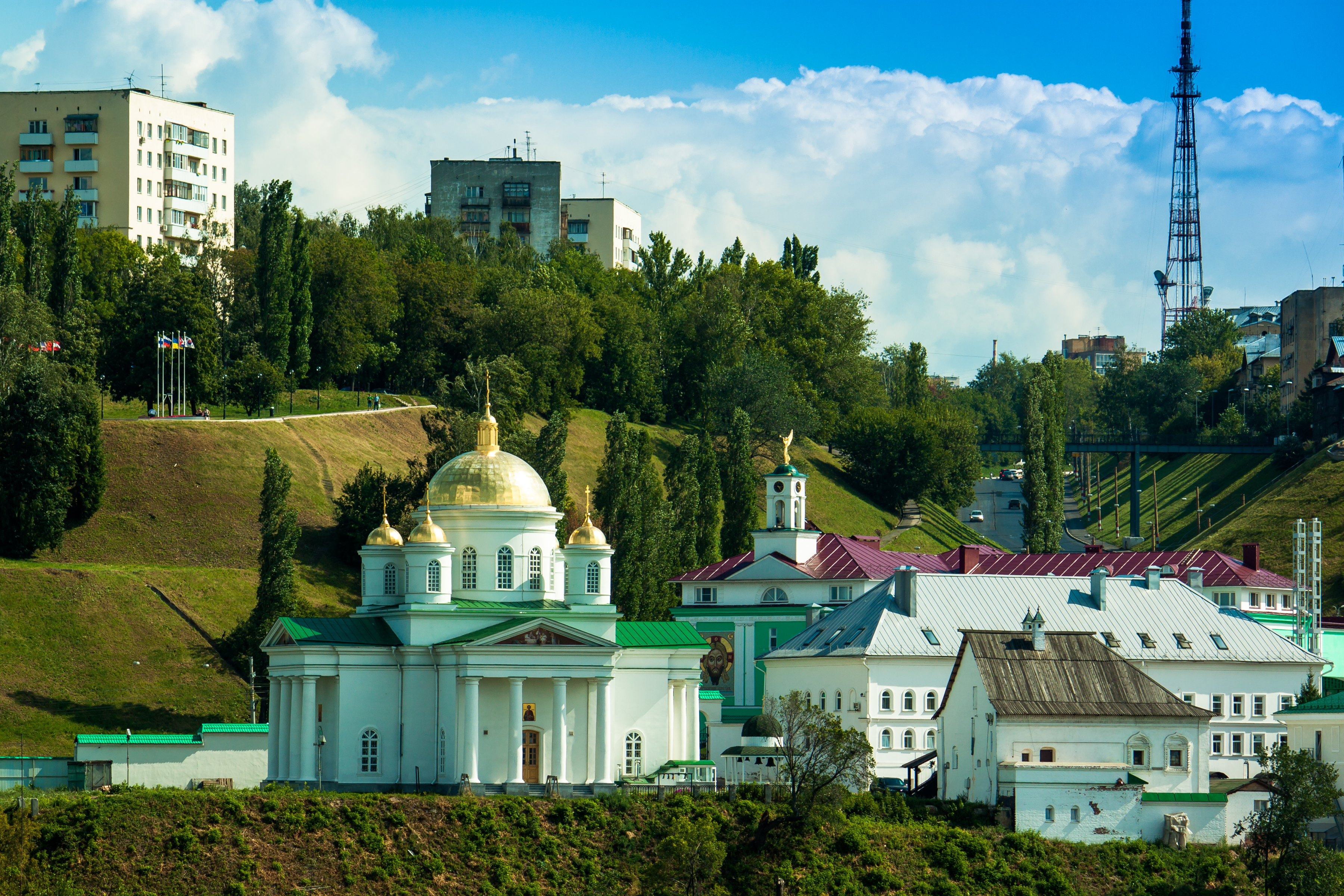
Le monastère de l'Annonciation

La Ville Basse (rive gauche de l'Oka)

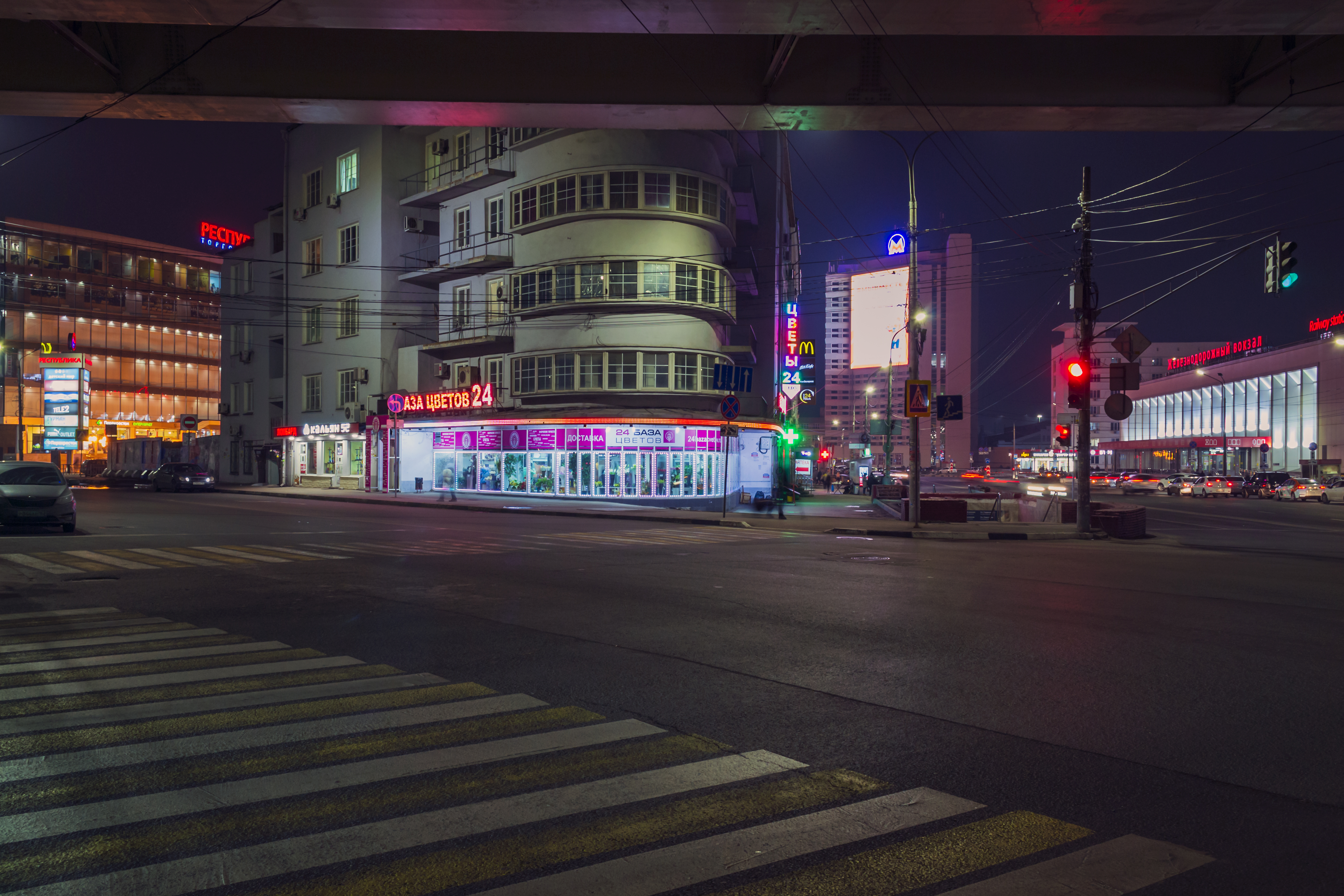
Place de la Révolution près de la gare de Nijni Novgorod
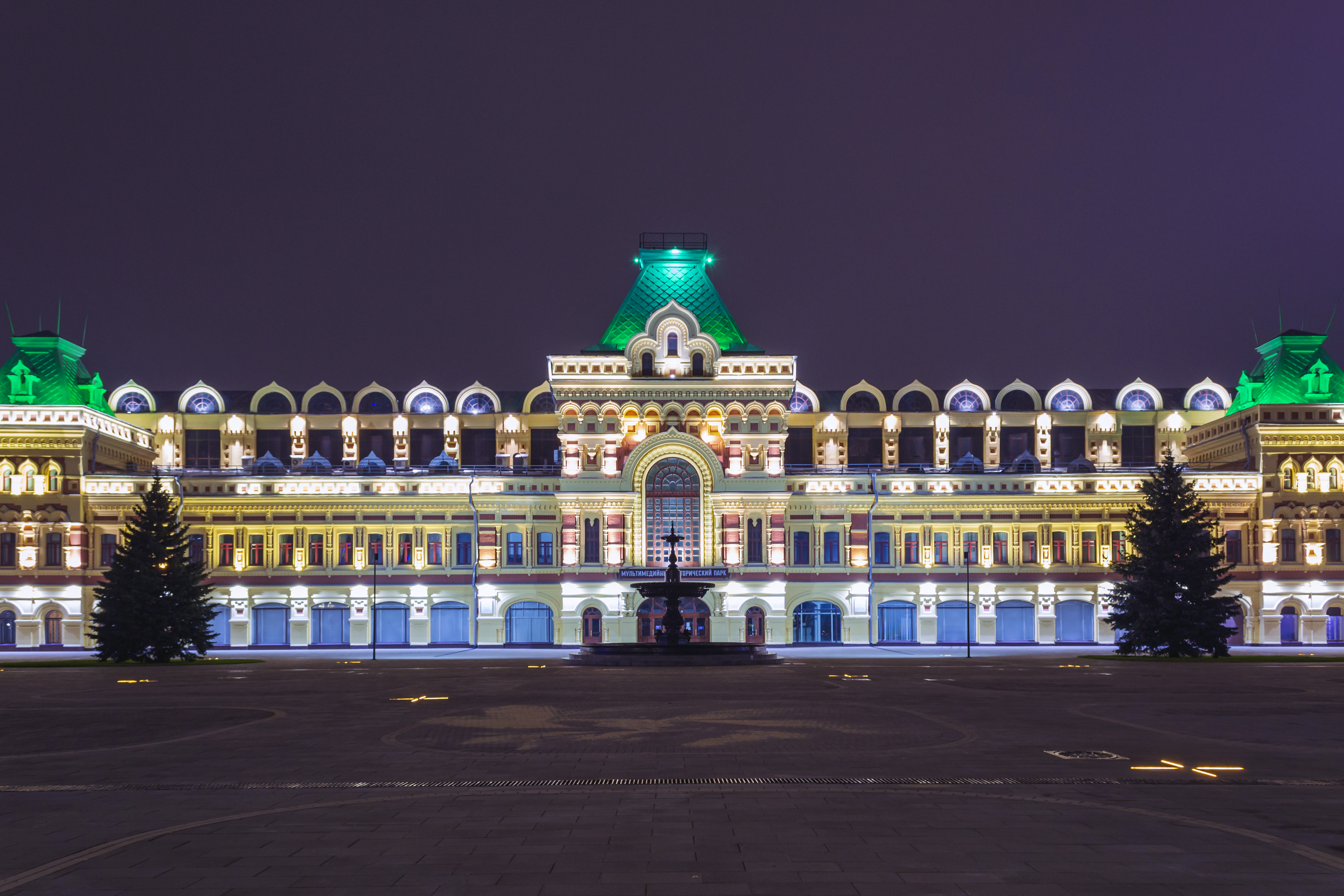
La maison principale de la foire
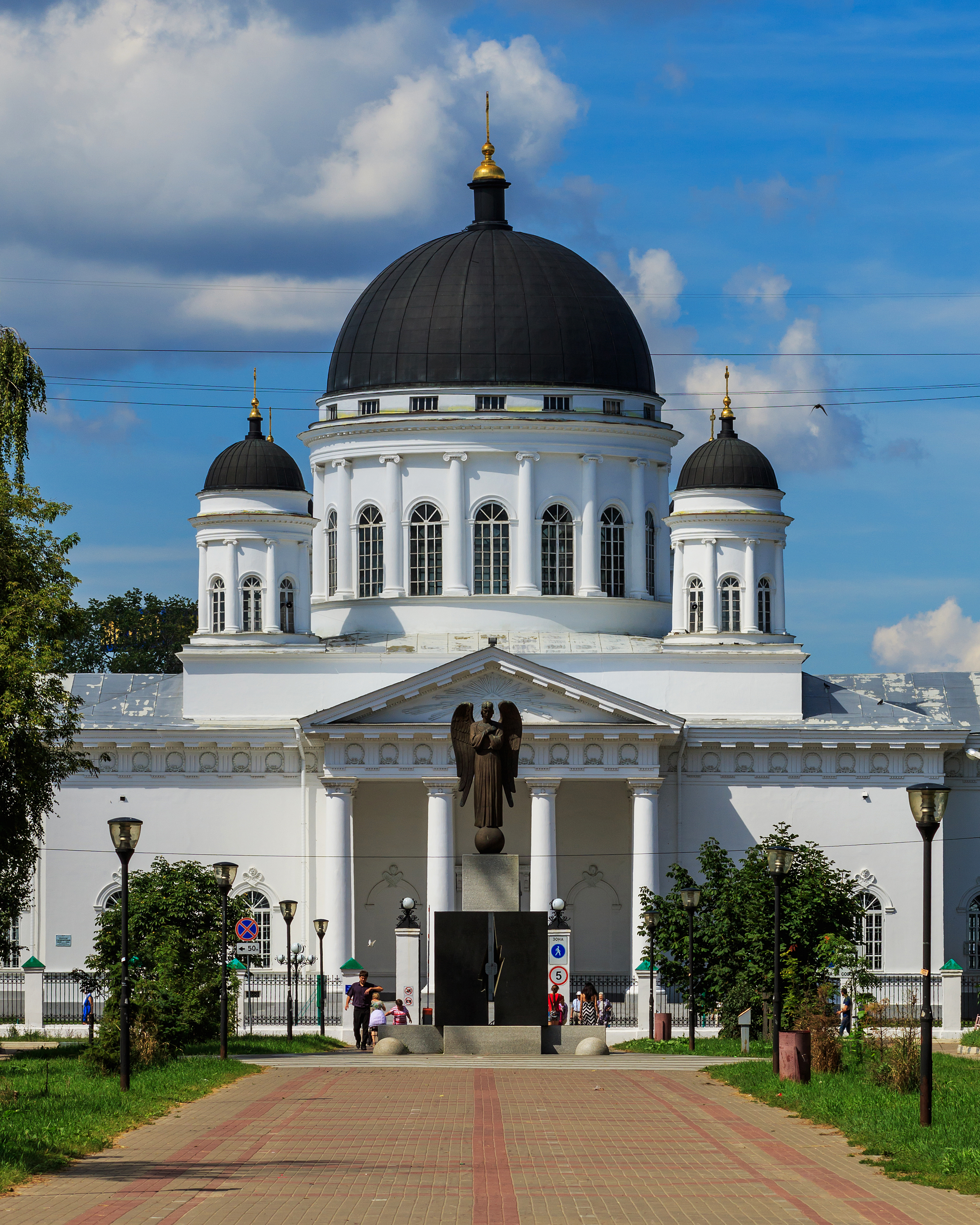
La cathédrale de la Transfiguration-du-Sauveur, construite par Auguste Ricard de Montferrand (1822)
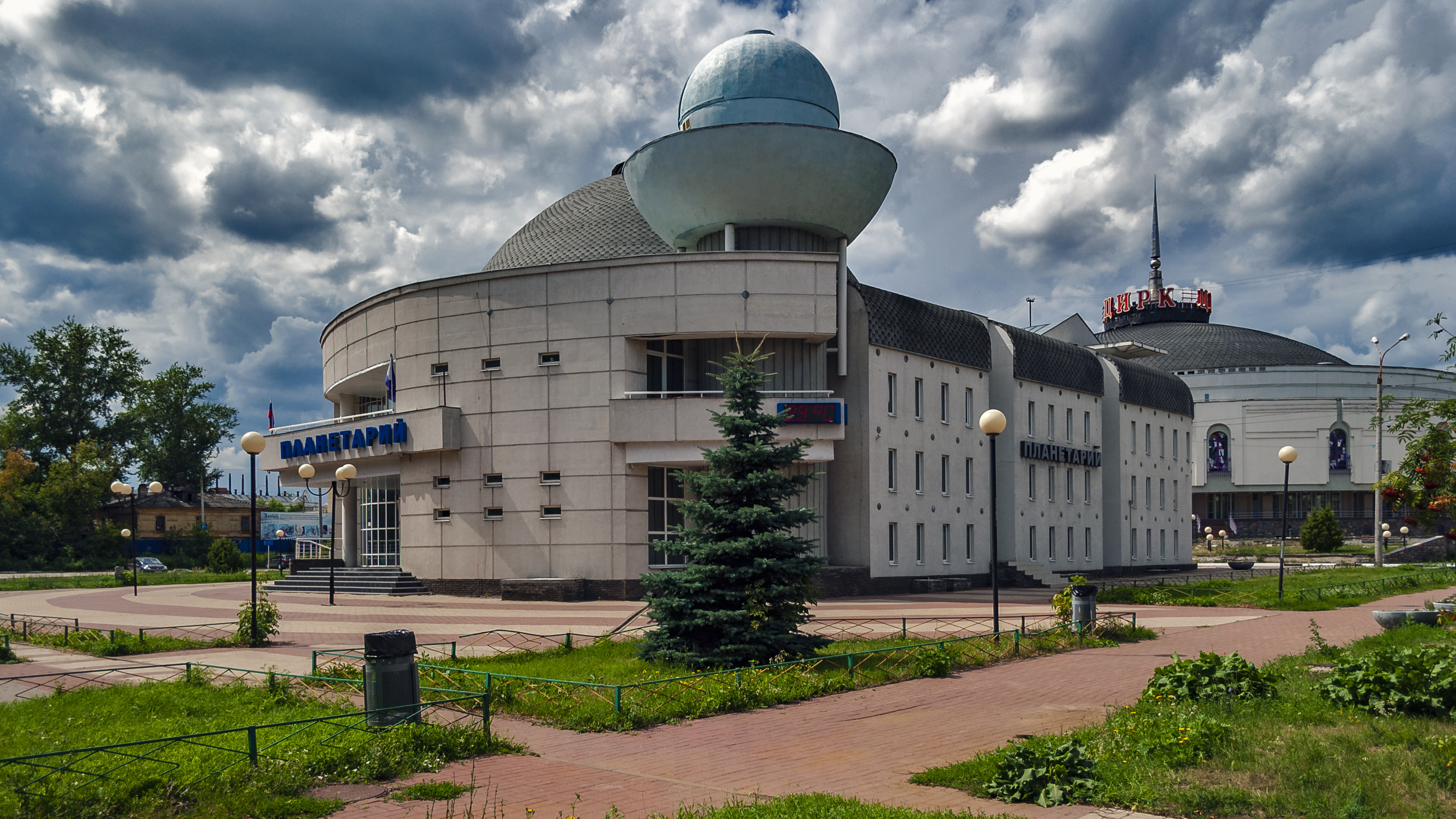
Le planétarium et le cirque

La banlieue

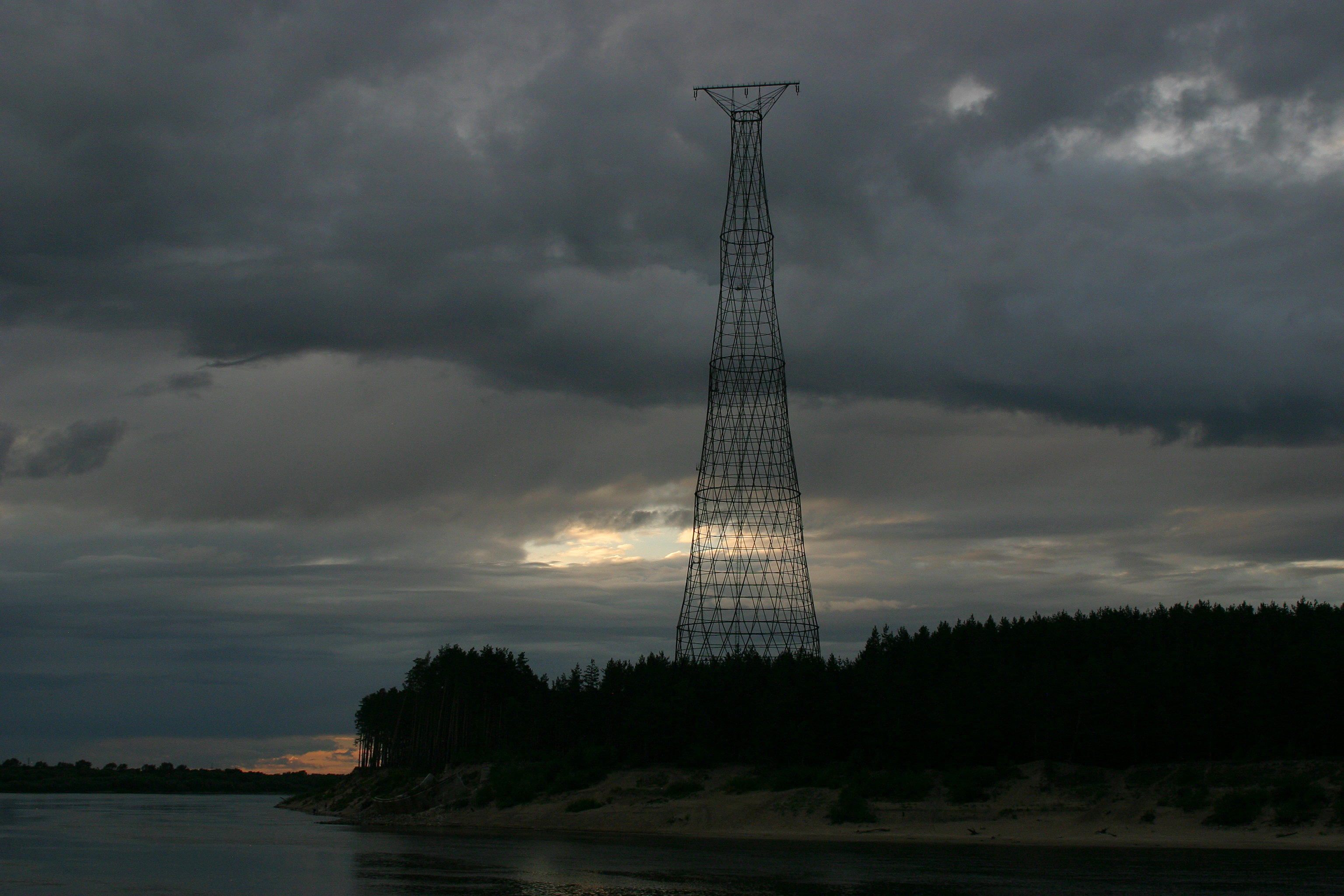
La tour Choukhov sur l'Oka près de la ville de Dzerjinsk
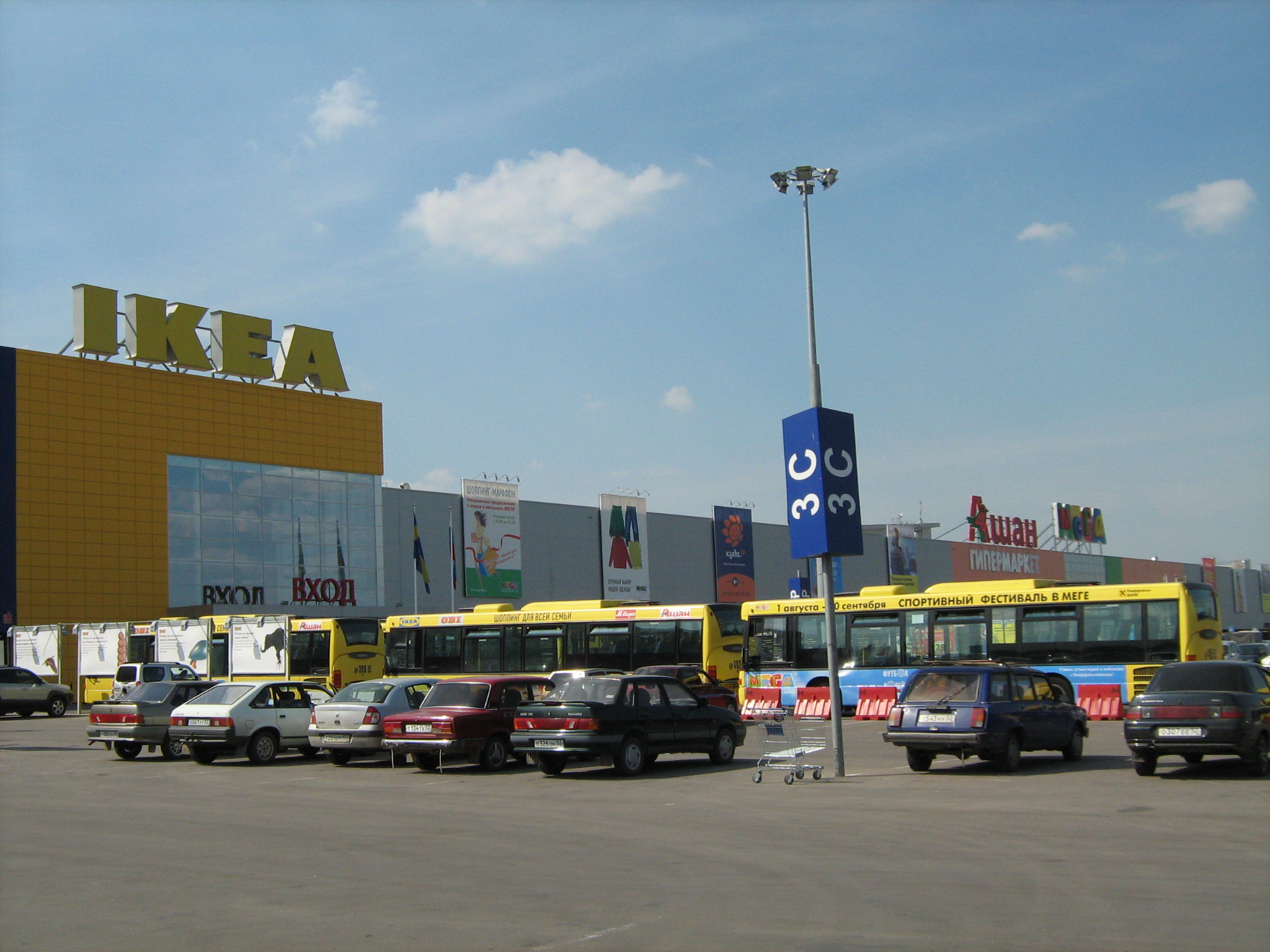
L'IKEA et l'hypermarché Auchan à Fediakovo
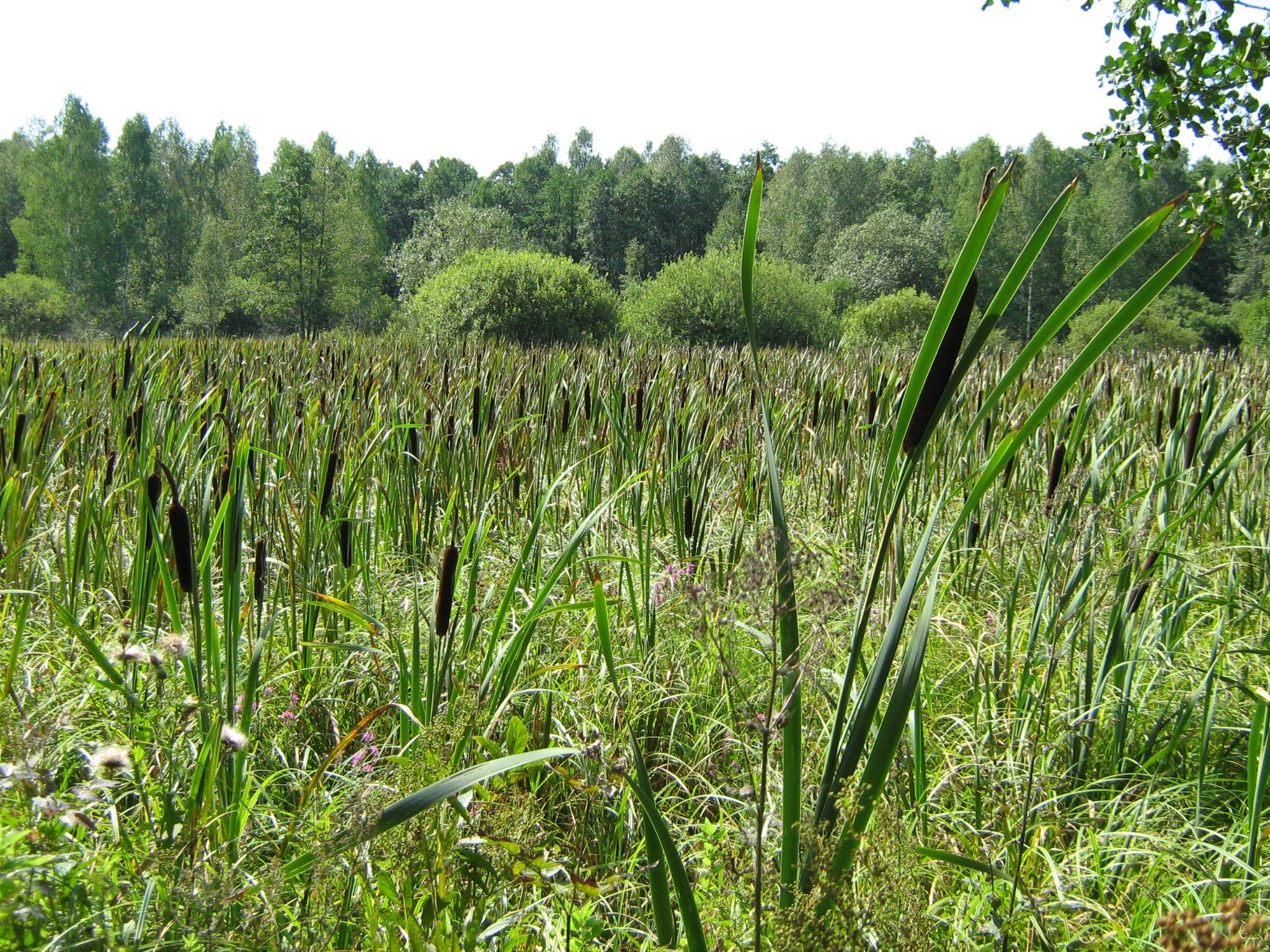
Dans le bois de Zeliony Gorod
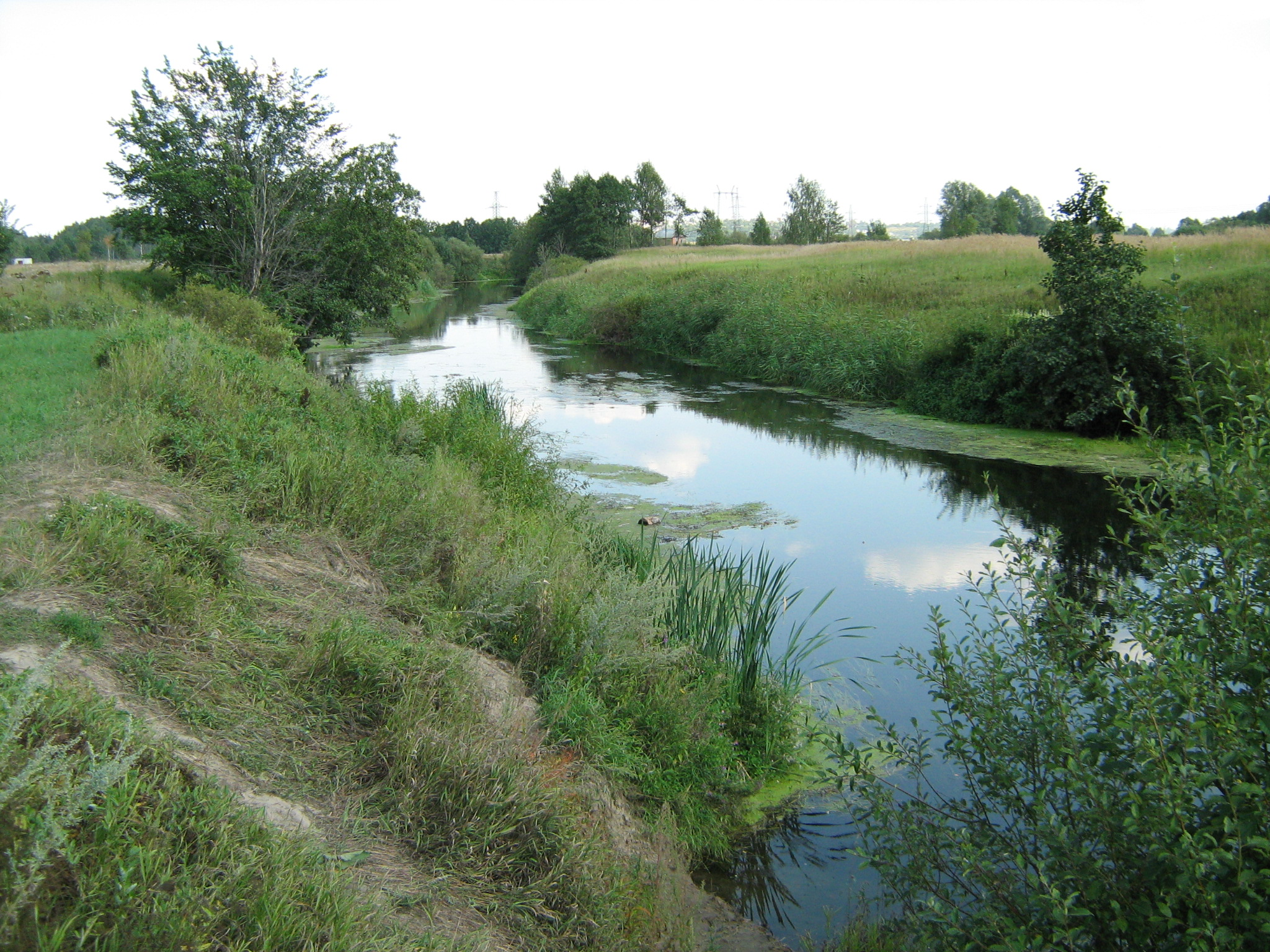
La rivière Koudma près de Kstovo